# Gill Sans
Gill Sans是一款人文主义无衬线字体，由字体设计师埃里克·吉尔设计，自1928年起由蒙纳公司英国分部发行。
Gill Sans源自英国字体设计师爱德华·约翰斯顿设计的Johnston，Johnston是伦敦地铁的企业字体。1926年，年轻的印刷出版商人道格拉斯·克莱弗登在布里斯托开设了一家书店，吉尔用无衬线体大写字母绘制了书店招牌。此外，吉尔还为克莱弗登绘制了整套字母表，方便未来书写告示或声明。此时，吉尔已经是著名的石匠、艺术家，开始进行字体设计工作。
20世纪20年代后期，德国掀起几何无衬线体风潮，Erbar、Kabel、Futura等字体应运而生，在德国获得了大量关注。吉尔的朋友、著名的蒙纳公司字体设计师、印刷历史学家斯坦利·莫里森委托吉尔设计一整套金属活字字型家族，希望这款字体能代表蒙纳公司参与竞争。1928年，蒙纳发布Gill Sans，最初仅包含一套标题用大写字母，随后又发布了小写字母。吉尔的目标是融合Johnston、经典衬线体及罗马碑文的特点，创造一种现代和古典兼具的视觉风格。
蒙纳公司宣传这款字体拥有“经典、简洁、美丽”的设计，最初定位其为标题字体，用于海报、广告或是远距离、小字号下依旧需要保有良好易认性的文件，如书籍简介、时刻表和价格清单等。在Gill Sans诞生的年代，全文完全使用无衬线体的做法尚未流行，因此它的标准字重比现代正文字体要更粗。
Gill Sans一经发行立即取得了成功。次年，伦敦及东北铁路将其用在所有的海报、时刻表及公共文件上。1948年，四大英国铁路公司国有化后，英国铁路将其订作标准字体。企鹅出版集团也开始在其简洁现代主义风格的书籍封面中采用Gill Sans。除此之外，这一时期英国许多海报、告示都在使用Gill Sans，占据了这款字体销量的很大部分。Gill Sans成为英国印刷业具有统治性地位的字体之一，发行至今依然流行，因其在英国的持久热度被评为“英国Helvetica”。它影响了众多其它字体，是人文主义风格无衬线体的代表作之一。
蒙纳公司迅速地将最初两款标准、适中字重扩展为庞大的家族，投入市场。部分微软软件以及macOS中搭载了Gill Sans的常用字重。

## 风格特点

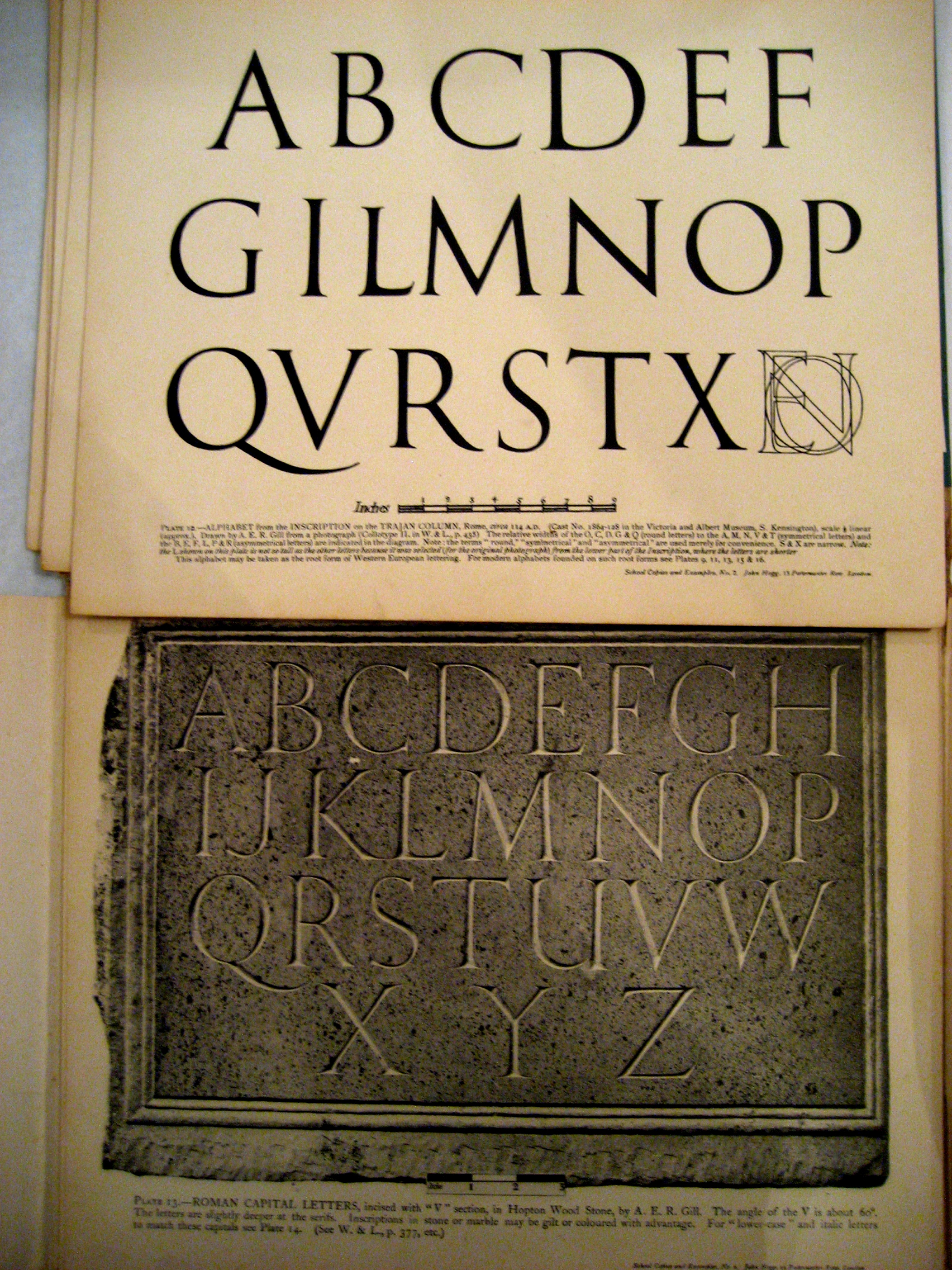
埃里克·吉尔绘制、拍摄的图拉真柱大写字母，Gill Sans和Johnston的大写字母都参考了它的设计。许多艺术家、手工艺人都十分尊敬图拉真大写字母，20世纪英国许多招牌和雕刻都有意仿造它的艺术设计。

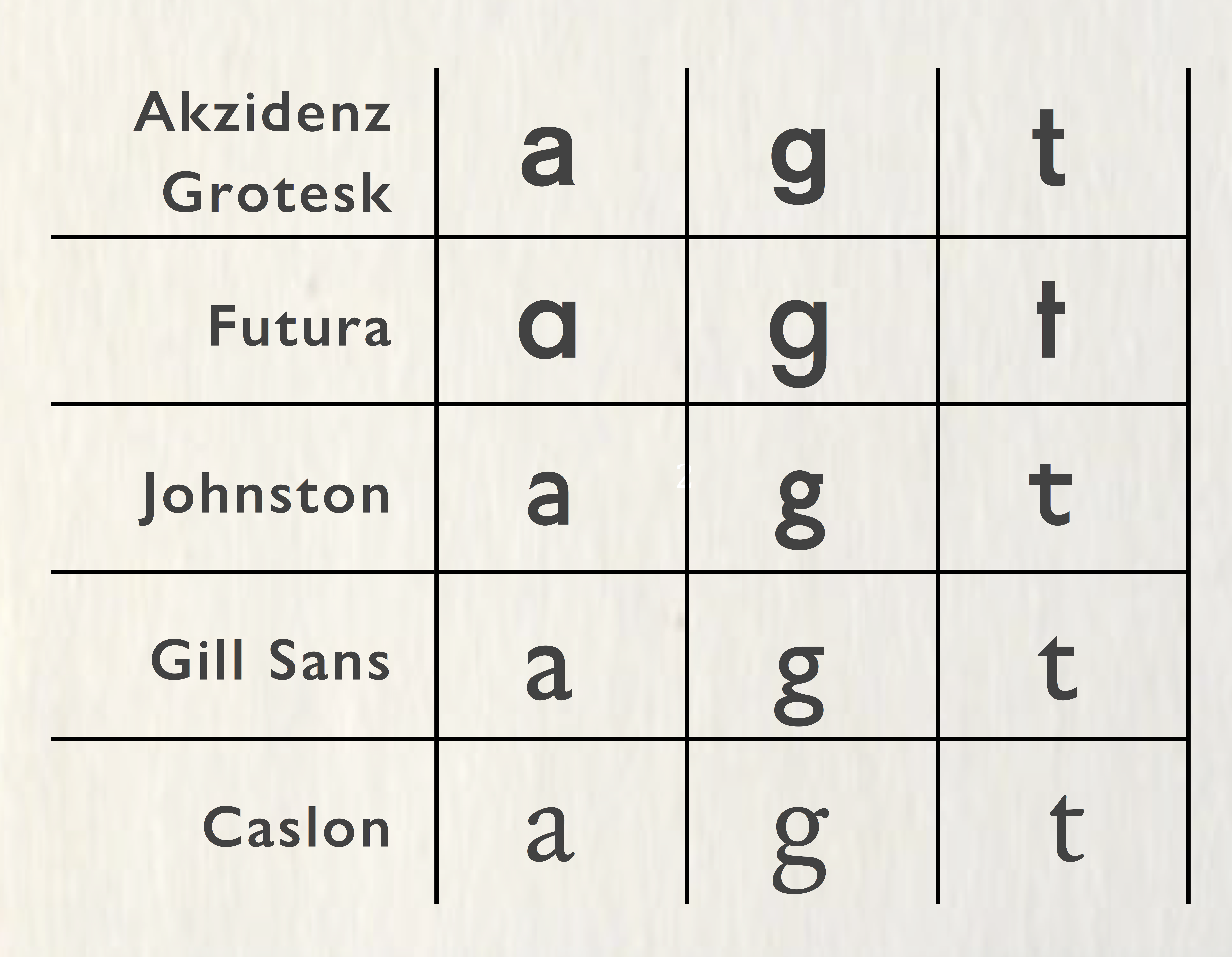
Gill Sans与同时期其他无衬线体的对比。Gill Sans没有采用无衬线体常用的单层“a”或单层“g”，笔画线条比Johnston更均匀。它的框架结构受到Caslon等传统衬线字体的影响，并没有像Futura一样由直线和圆构成。

Gill Sans的大写字母比例来源于罗马碑文，小写字母比例则来源于旧体。作为对比，Futura等几何无衬线体由简朴的方形、圆形构成，Akzidenz-Grotesk、Helvetica和Univers则采用现实主义哥特无衬线设计，受到19世纪字体风格影响。因此，Gill Sans的风格特点与其他字体十分不同。相较现实主义无衬线体，它的字母“C”和“a”结构折叠更少，字怀开口更大。此外，在Gill Sans的罗马体中，字母“a”和“g”采用双层结构，而非哥特无衬线体或几何无衬线体中常用的、源自手写体和哥特体的单层结构。
Gill Sans的大写字母部分参照了图拉真柱上所刻的罗马大写字母设计，不同字母的横向宽度变化很大。例如字母“E”和“F”相对较窄。爱德华·约翰斯顿曾写道：“罗马大写字母拥有良好的易读性及美丽的外观，在各类字母中占据至高无上的地位。对于最宏伟、最重要的碑刻，罗马大写字母是最佳选择。”然而，尽管Gill Sans并非像过去几何无衬线体一般完全采用几何化的设计手法，它的某些方面确实有几何的感觉。字母“J”低于基线；“O”是几乎完美的圆；“M”比例接近正方形，中间的两笔在正中心交会。这些特点并非受到罗马雕刻的启发，而是与Johnston非常相似。

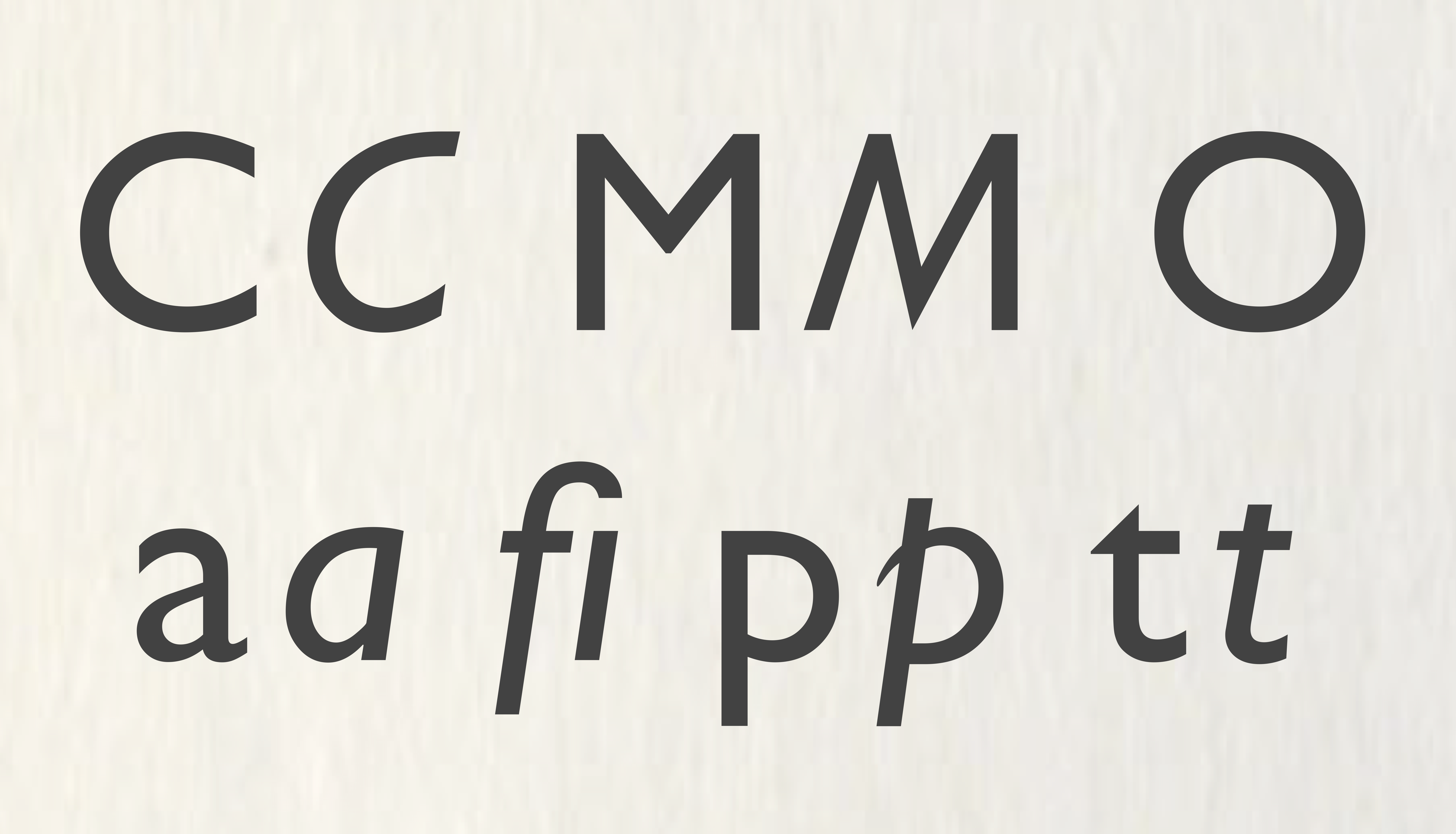
Gill Sans部分具有特色的字母。

小写字母受到传统衬线体的影响，字母“a”和“g”为双层结构，“a”回环顶部的笔画快速收窄，这些设计过去较常见于衬线体。字母“t”底部弯钩指向右方，顶部竖划左侧斜切，Futura则单纯是两条直线。
许多无衬线字体的斜体采用伪斜体，也就是由罗马体直接倾斜而成，Gill Sans却采用了与其罗马体造型不同的意大利斜体。从字母“a”能最清晰地看出，它采用了单层结构，与手写风格类似，小写字母“p”的左侧也有书法收尾，仿佛像是18世纪英国铸字工匠威廉·卡斯隆所刻的字体。字母“e”较为保守，碗底开口处为一条直线，而衬线体多为弧线。与多数衬线体相似，Gill Sans许多字重中的字母“f”都采用合字防止与其他字母冲突。
不同字重下，Gill Sans的字母造型也不同。特粗和特窄变化较大，极粗则整套字型采用了不同的设计。蒙纳公司数字时代的字体设计师丹·拉迪冈（Dan Rhatigan）曾在吉尔去世后撰文讲述Gill Sans的开发过程，他评论道：“Gill Sans的成长是有机的……（它）给字体界带来了一种十分‘系统性的’方法。具有该时期鲜明的设计特点、使用特点。”
在细字重下，字母“t”左上角的斜切换成了直角。在粗字重下，字母“i”和“j”采用了特殊设计，它们的点比字母的笔画要小。

## 开发过程

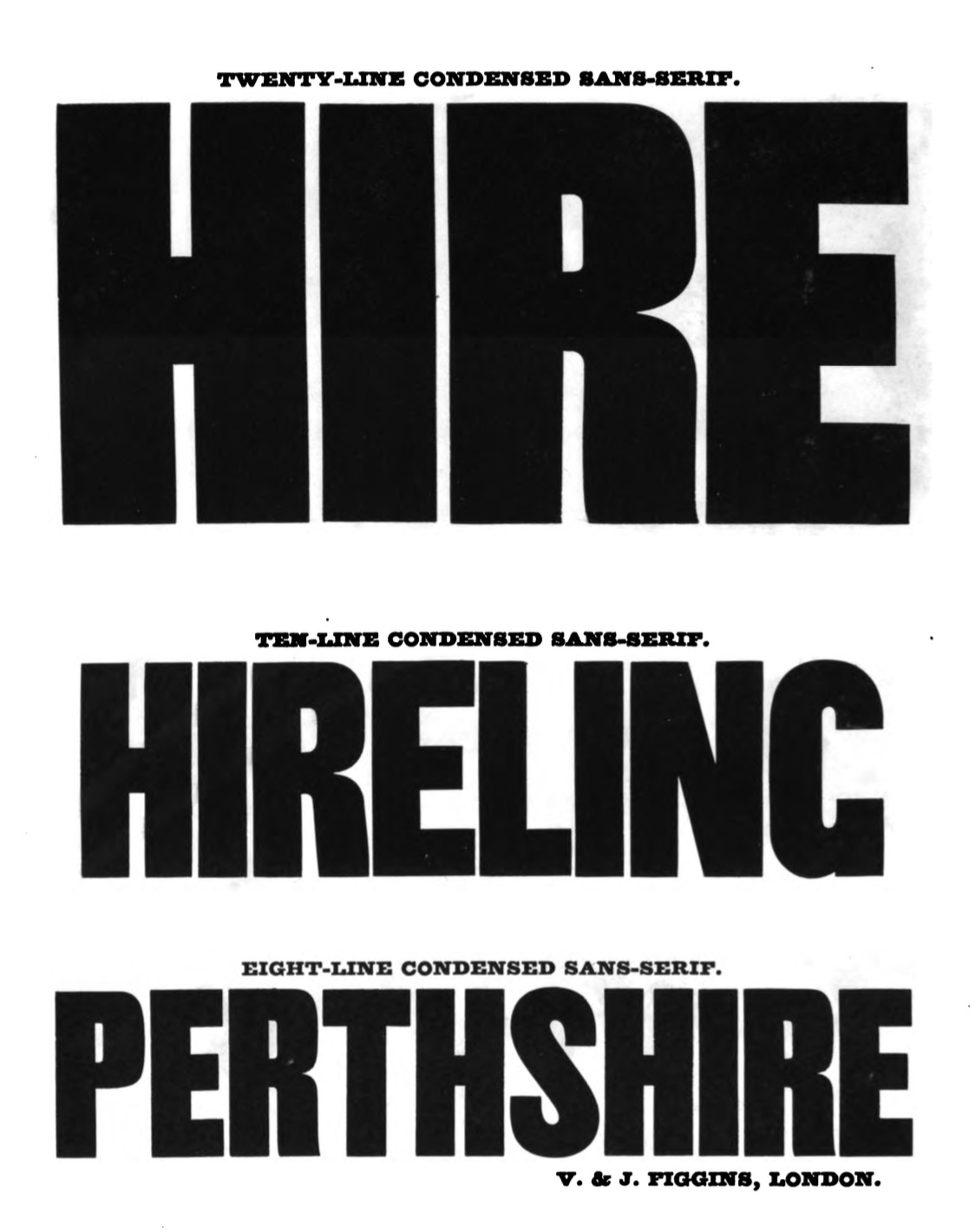
文森特·菲金斯所设计的极粗无衬线体。吉尔和约翰斯顿希望设计一套现代的无衬线体，不像这些字型这么粗。吉尔在他的文章《关于字体排印的论述》中提到，这种间距紧密的粗字型适得其反，易认性不如低字重、常规比例的字型。

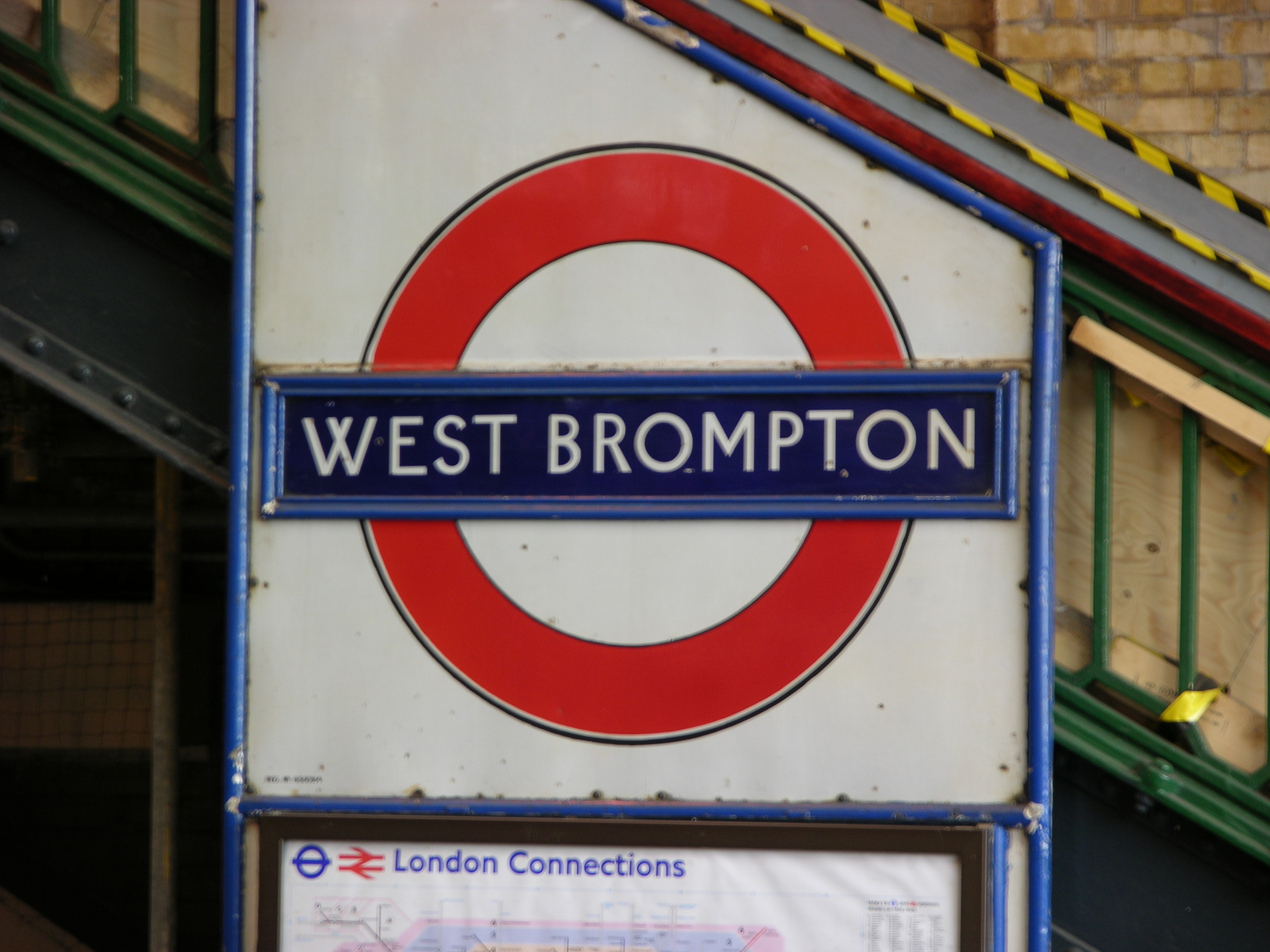
Johnston的早期版本，印于伦敦地铁的金属指示牌之上。老旧的指示牌会出现不同设计的Johnston，这一块使用了压缩的字母“R”，“W”中央两条笔画相交。

埃里克·吉尔曾与英国字体设计师爱德华·约翰斯顿共事过一段时间，之后吉尔开始间歇进行一些无衬线字体设计。20世纪10年代，他为招牌工匠设计了一套几乎无衬线的大写字母；1925年，他为陆海军商店设计了“完全极度易认简洁的印刷体”；同年还给他的家乡威尔士卡佩尔设计了一些大写字母招牌。在地铁字体Johnston项目中，吉尔十分仰慕约翰斯顿创作的作品，他大胆地评价道：“（约翰斯顿）将无衬线字体事业从19世纪的衰败中拯救了出来”。约翰斯顿却并没有想要将他设计的这款字体变成商业字体项目。在Johnston之前，约翰斯顿曾尝试参与商业字体设计，但当时行业通常自行设计字体，因此他没能获得成功。蒙纳公司字体设计师、印刷历史学家斯坦利·莫里森也十分欣赏地铁系统的字体设计，认为它是企业品牌字体中最早诞生也最恒久的设计之一。他曾评价道：“（这套字体）被赋予了一种约束、文明、商业的气息，自查理曼时代以来就没有一款字体拥有如此多的含义”。
吉尔和莫里森相识于1913年。1925年起，两人开始共同工作，着手设计吉尔的衬线字体Perpetua。1927年，莫里森拜访了印刷出版商人道格拉斯·克莱弗登位于布里斯托的书店，对吉尔为书店绘制的招牌及字母表印象深刻。之后，莫里森正式委托吉尔开发Gill Sans。吉尔写道，“因为看到了那些字母”，莫里斯才决定委托他开发一套无衬线字型家族。

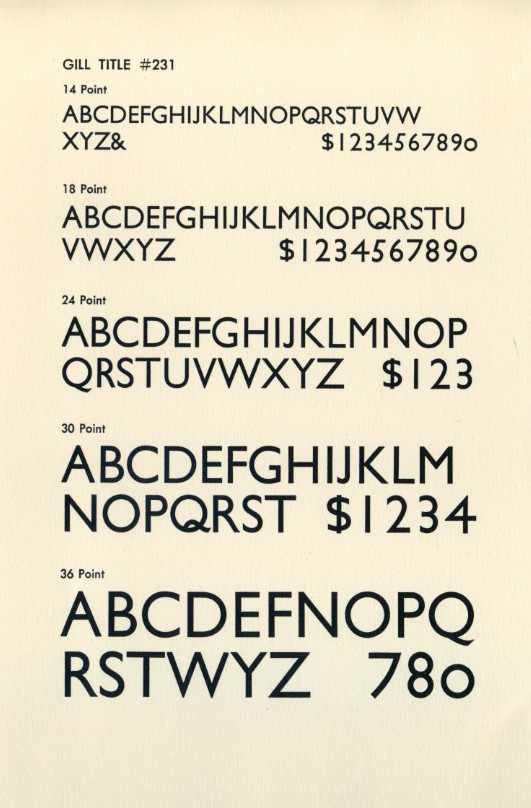
一份美国的Gill Title金属活字样章。可以留意到某些字号下，“5”、“7”、“0”和“Q”采用了特殊的设计，“J”也没有下降至基线下，许多后来发行的金属活字及数字版本舍弃了这些设计。

开发Perpetua期间，蒙纳公司内部传来了一些反对意见。蒙纳工程总监、字体设计师弗兰克·辛曼·皮尔蓬特难以被打动，他评价道：“我看不到这个设计中任何值得推荐的地方，只能看到许多令人反感的部分”。但莫里森本人是这一项目的热心支持者，莫里森还坚持认为字母“J”和“Q”应该优雅地下降至基线以下，这在标题字中比较少见，其他字体通常占据金属活字的全部区域。
蒙纳公司的文档库以及吉尔的文稿中存留了大量有关Gill Sans开发过程的资料。Gill Sans早期并不一直被称作这个名字，吉尔曾在一些著作中使用过“Gill Sans-serif”、“Monotype Sans-serif”这两个名字，有时会使用其序列号，如“231系列”。
Gill Sans的大写字母与Johnston十分相似，但小写字母采用了不同的设计。文档中记载道，吉尔和蒙纳萨里郡索尔福德工作室团队共同努力创造一种人文主义无衬线体小写字母及其意大利斜体字母，这是Johnston的设计中没有的。吉尔的初稿中，许多字母升部及降部末端拥有倾斜的切割，和正式发行版相比更不像Johnston，且降部较长。意大利体的早期设计也与最终版本相差较大，倾斜较小、降部较长且大写字母拥有花笔。此前，吉尔在Perpetua和Joanna中采用了书法风格的意大利体“g”，但Gill Sans最终版本还是使用了标准的双层“g”。

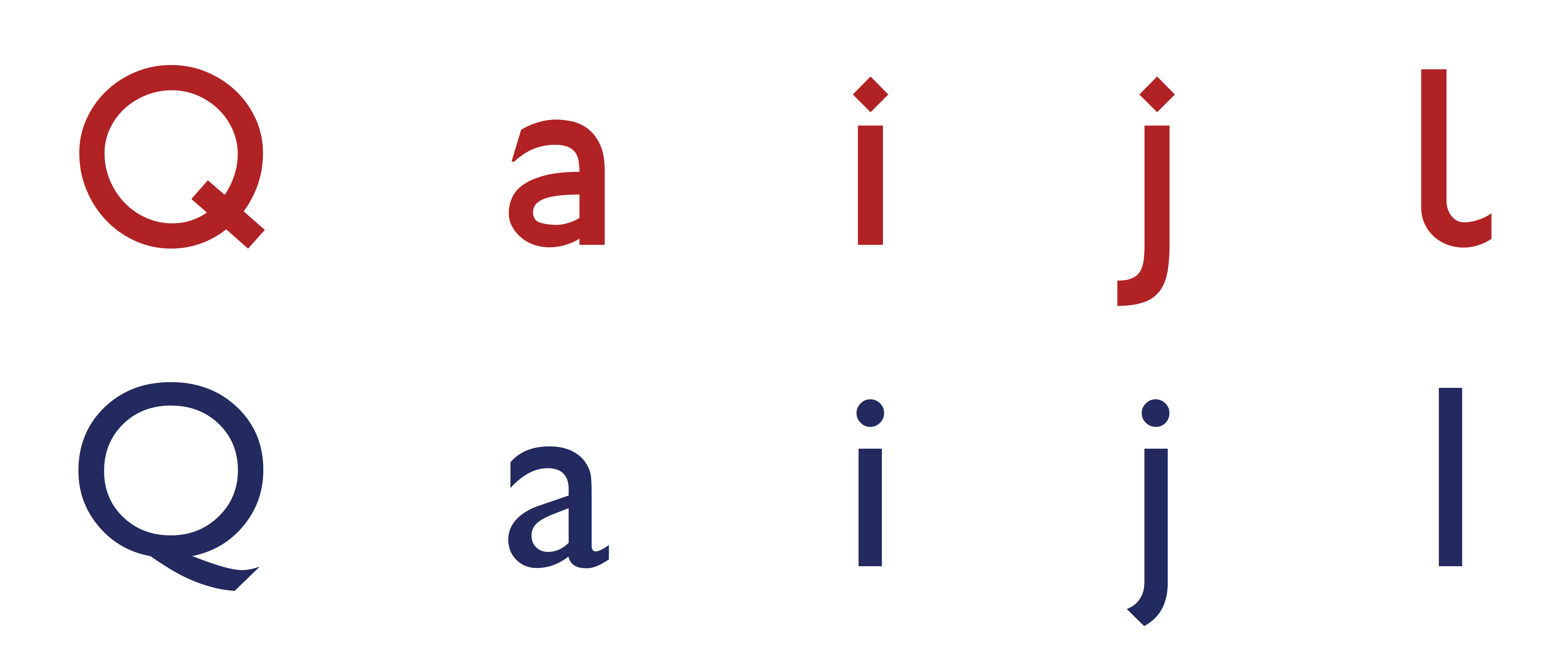
Johnston（上）与Gill Sans（下），图中展示了二者最显著的一些区别。

Gill Sans的罗马体中，部分字母是由Johnston简化而来的，菱形的点变成了圆形（部分较轻的字重变成了矩形），小写字母“l”变成简单的竖线，但“a”却变得更复杂，大多数版本里它多了一条弯曲的尾巴。除此之外，Gill Sans的设计大体就只是针对Johnston的精炼，例如让横线比竖线更窄，减轻不平衡感，这种处理在字体设计中很常见，但Johnston中并没有使用。吉尔还偏爱脚部伸展的字母“R”，莫斯利认为这种设计可能是受伦敦维多利亚和阿尔伯特博物馆馆藏的意大利文艺复兴雕刻启发。部分字母的造型在设计过程中不断改动，如“a”在金属活字时期一些版本中拥有如Johnston一样的直尾或微弯尾，“b”、“p”以及“q”在一些版本、字号下竖线会出头，其他版本则没有。Adobe字体设计师丹·拉迪冈评价道，蒙纳公司档案库里“关于Gill Sans字母‘b’、‘d’、‘p’、‘q’的材料足够出一本书了”。

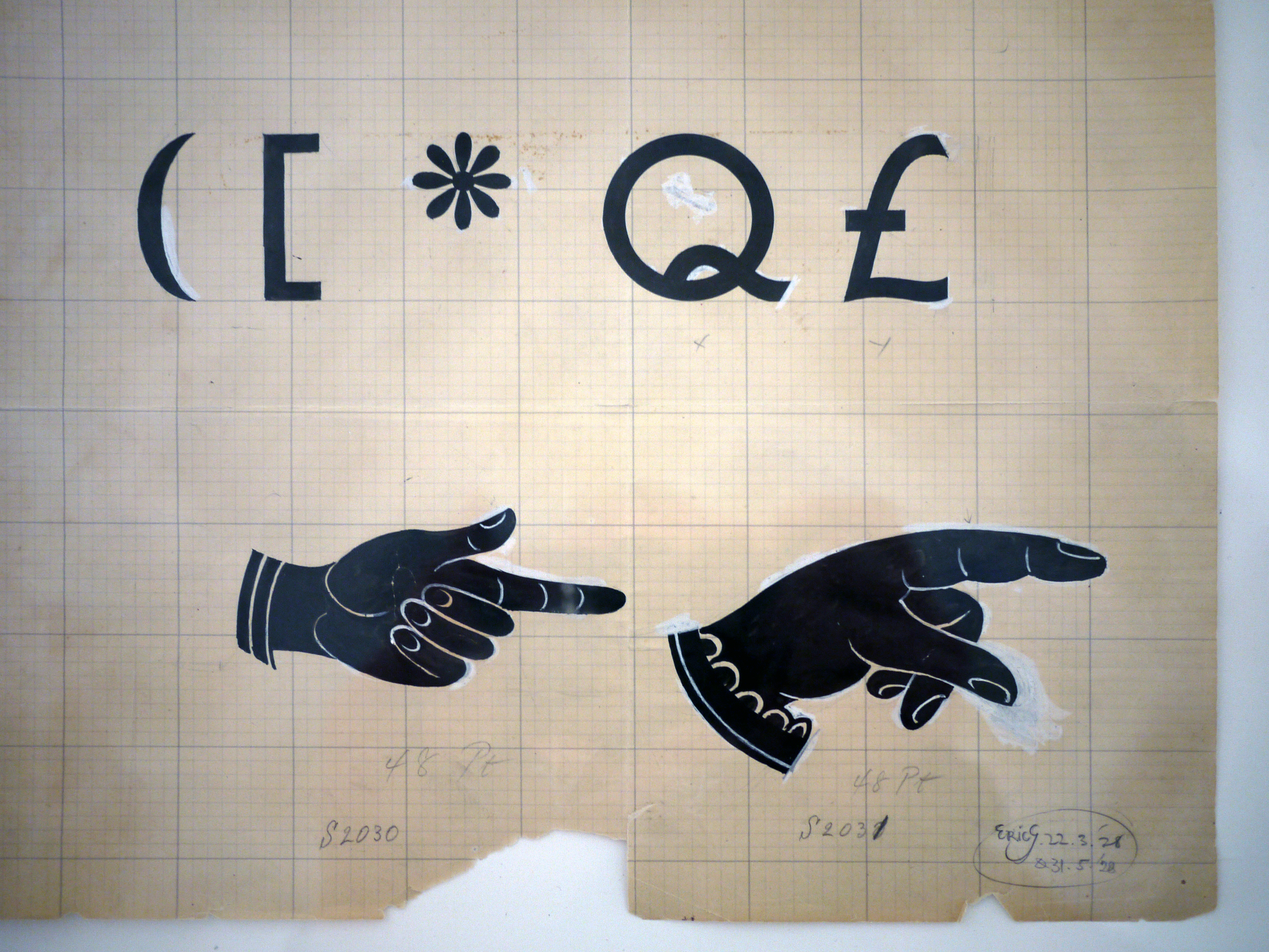
部分吉尔所创作的Gill Sans手稿，图中展示了字母“Q”、一些标点符号以及两个索引符号。

Gill Sans的生产技术遵循当时蒙纳公司的标准。公司从德国印刷业引进两位设计师皮尔庞特（Pierpont）和弗里茨·施特尔策（Fritz Steltzer），他们带领一支主要由女性组成的绘制团队，工匠们大多来自本地或附近的赖盖特艺术学院。团队会敲定终稿的方方面面，例如如何将字体扩展至不同字号、不同字距等。团队首先将字母画在巨大的图纸上，随后使用比例绘图仪根据图纸加工出金属字冲，通过字冲制作出字模，最终将字模放入铸造机中铸出活字。当时蒙纳公司会先刻出一定数量的字，印出样章来测试整体的灰度和字距，再刻出剩下的字母。字体设计师沃尔特·崔西、丹·拉迪冈以及吉尔的传记作家马尔科姆·约克（Malcolm Yorke）都曾写道，绘制团队的工作令Gill Sans走向成功，但却很少人对他们表示赞扬。约克表示吉尔曾“不得体地”称该设计“完全可以测量出来……在机械生产过程中完全不需要依赖绘制工匠等人的艺术敏感性”。

Gill Sans的标题大写字母最早于1928年在一场印刷会议中发布，它也曾出现在莫里森编辑的杂志《花心》中。尽管其首秀获得部分人的赞赏，一些极端保守、纯粹主义的印刷商仍认为所有无衬线字体都不可靠、粗俗且势利，对其持有怀疑态度。其中一位称其为“字体排印的布尔什维克”。约翰斯顿的学生格莱利·休伊特曾评价道：
我失去了对约翰斯顿的信心。……尽管他为我们做了这么多事情……他放弃了他对罗马字母的准则，在没有任何预留措施或解释的情况下，他就那么把他的方块字母呈现给了这个世界，损坏了我们现代生活的容貌。他的威信模糊了那些字的粗俗和势利。

### 评价
一经发布，Gill Sans迅速变得流行起来。它的成功离不开蒙纳公司高水平的营销团队，该团队由吉尔的支持者兼情人贝阿特丽斯·沃德领导。此外，Gill Sans还得益于其涵盖多种字号和字重，在机械排版中拥有良好的适用性。
尽管Gill Sans受到许多人欢迎，还是有部分人对它提出了批评。1976年，字体设计师罗伯特·哈林在文集中表示，吉尔的字体在基本字重下灰度过高，不适合排印较长的段落，他还印出了一段样章加以说明。常规字重通常用来排印商业印刷品的正文，例如伦敦及东北铁路发行的乡村徒步旅行指南。另一位字体设计师威廉·阿迪逊·德威金斯认为Gill Sans和Futura的“大写字母较好、小写字母粗劣”，并于1929年发布了更独具个性的竞品Metro。委托设计Johnston的伦敦地下电气铁路公司总裁弗兰克·皮克认为，Gill Sans是对Johnston的效仿。斯蒂芬·科尔斯（Stephen Coles）和本·阿切尔（Ben Archer）等现代作家都曾批评过Gill Sans，认为其没能成功地改进Johnston，在粗字重下灰度不均衡。现代字体设计师乔纳森·赫夫勒表示约翰斯顿和吉尔的作品很僵硬，“更像是机器生产而非手绘而成，是死板的规则下塑造出的冷漠、简陋的设计，在不恰当之处吊儿郎当，令人焦虑、感觉不到稳定”。
吉尔在他的各种文章中都提到了Gill Sans和Johnston的相似性，因为Gill Sans关系到了约翰斯顿的名声，吉尔在1933年向他写信道歉，并表示约翰斯顿的作品十分重要且影响深远。然而，在《关于字体排印的论述》中，吉尔却认为他的版本“可能是一种改进”，比约翰斯顿的版本“更加易用”。20世纪20年代初，约翰斯顿和吉尔渐行渐远，吉尔的传记作家菲奥娜·麦卡锡表示，其部分原因是约翰斯顿的妻子格里塔（Greta）拥有反天主教情结。

### 家族扩充及风格演变

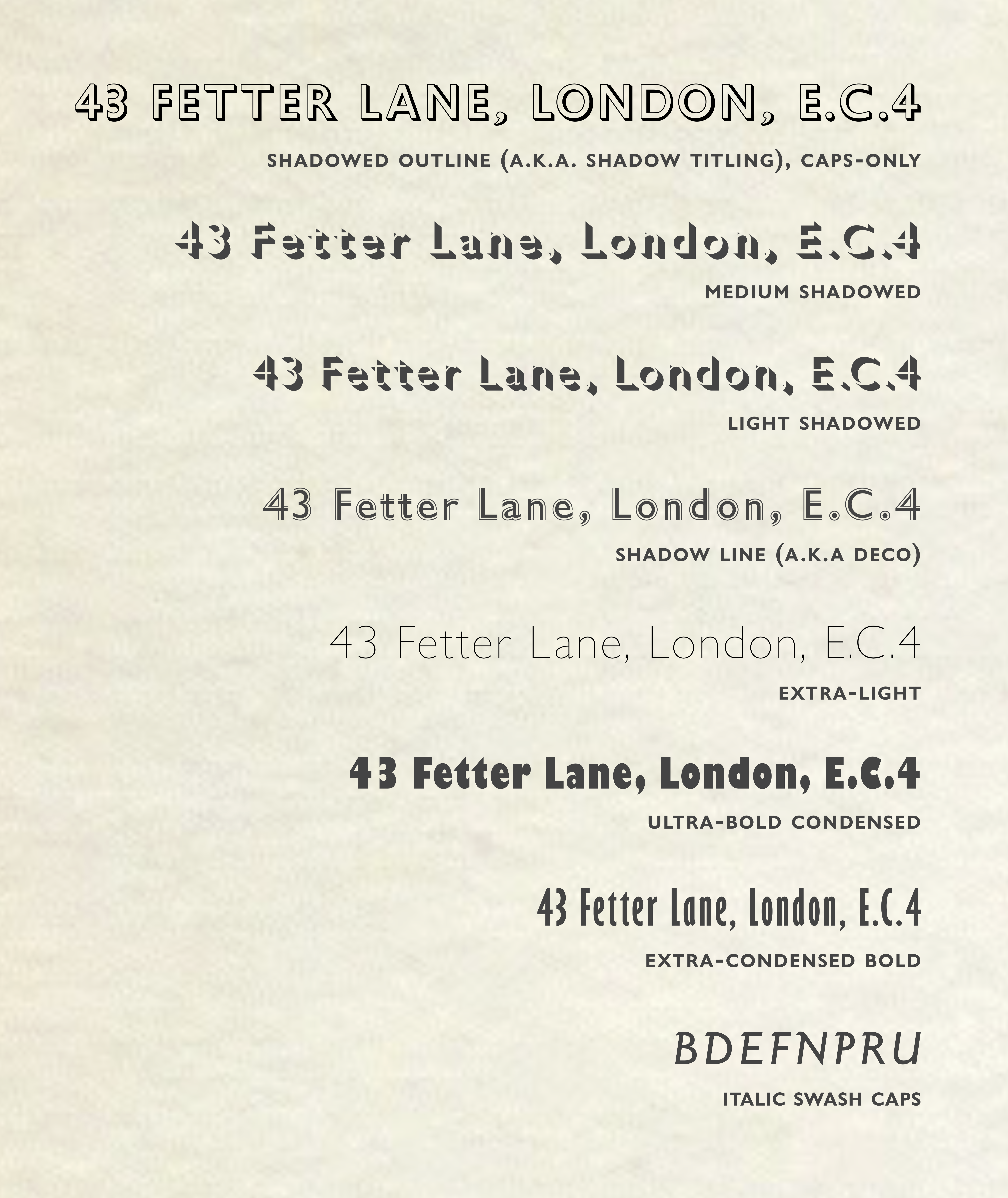
Gill Sans字型家族的一些字型，主要用于标题。不同字型差别明显，尤其是特窄粗体（Extra-condensed Bold）的单层“a”设计。

Gill Sans取得成功后，蒙纳公司迅速开发出一系列变体。此外，蒙纳还销售了大量字模，用于其铸字设备。字模让客户能以低成本自行铸造活字，受到了广告商的欢迎，很多人在海报中采用了Gill Sans。马尔科姆·约克认为它是“公告文字易认性的精髓所在”。
Gill Sans还衍生出了许多风格，如窄体和阴影体。阴影体中包含纯大写字母的常规字重版本和轻字重深阴影版本。金属活字时代，还存在一款“浮雕”（Cameo Ruled）设计，其将白色的字母放置在纯黑或饰有白线的黑色背景之上。阴影体主要和常规体一起使用，搭配不同的颜色来呈现多彩的效果。这些装饰性的字体主要由蒙纳工作室设计，邮寄给吉尔并经他检验、评判后才准许发行。
此外，蒙纳公司还曾推出圆体Gill Sans，采用了单层“a”和单层“g”设计，字母“y”比较圆润，数字“1”带有衬线，小写字母“l”底部有弯钩。圆体Gill Sans基于手写风格，对儿童较友好，因此常用于教育和玩具，也常用于补充原版Gill Sans、Akzidenz-Grotesk或Bembo等字体。蒙纳还设计了一款笔画末端为圆形的版本，供百货商店约翰路易斯用于其玩具之中。
蒙纳公司对Gill Sans进行了长时间的扩充、重绘、创新，设计工作在吉尔去世后仍在进行，令这款字体诞生了众多变体。1993年，蒙纳再次发行一款介于轻和常规之间的正文字重，以及一款粗字重。

### Gill Kayo

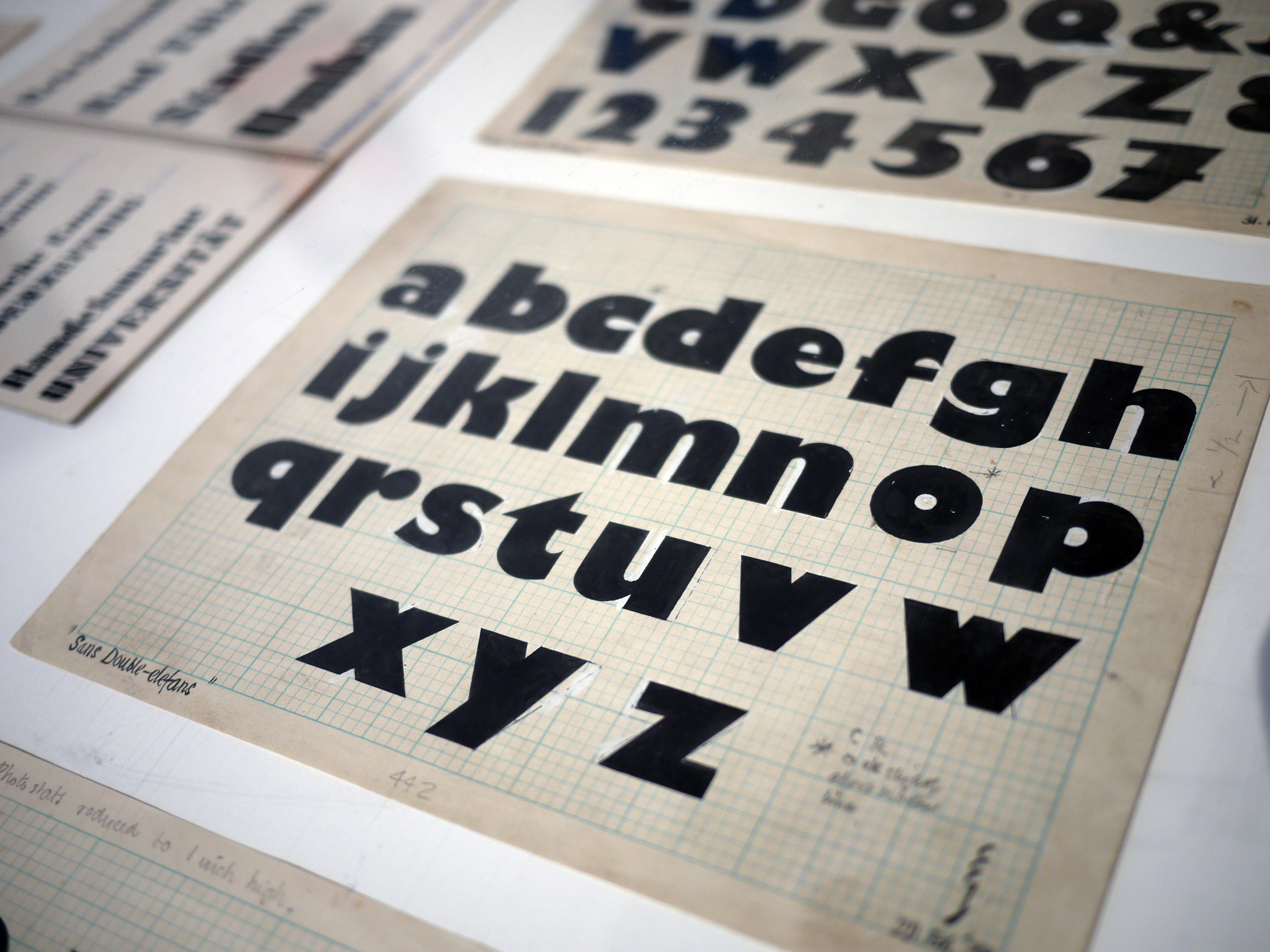
吉尔绘制的Gill Kayo手稿。左下角写着项目名称“两头象”，右下角是他的签名“EG”。

1936年，吉尔和蒙纳公司合作发行了一款极粗的无衬线字体，名为Gill Kayo，名称源自搏击术语K.O.，象征其激进的设计。这款字也称作（极粗Gill Sans），但实际上许多字母造型与Gill Sans差异较大。该字体拥有常规体和窄体两个版本。吉尔认为其设计夸张，提议应该命名为“两头象”（Doubel Elefans）。罗伯特·哈林认为这款字体很“阴郁”，讽刺道：“公元2000年的字体排印历史学家发掘出吉尔先生这次怪异的灵感迸发时，可能会花很多时间来追踪他为何在1936年时心理状态如此忧郁”。四十年后，哈林再次描述道，Gill Kayo是“这类字中最骇人、最无赖的一个”。Gill Kayo的设计工作于1932年开始；其中部分字稿可能是由吉尔的女婿丹尼斯·特盖特迈耶（Denis Tegetmeier）创作。20世纪70年代，拉图雷塞公司推出Gill Kayo的窄体后，它才渐渐变得流行。

Gill Sans的粗字重，包括Kayo在内，都因一些设计问题而受到批评，人们认为这些字重过粗，字母“i”和“j”上的点很怪异。然而以现代标准而言，Gill Sans的标准字重本身就已经比较粗了。吉尔在《关于字体排印的论述》中表示，19世纪将无衬线字体故意设计得很粗的风潮最终适得其反，牺牲了易认性。文末，他悔恨地承认自己助长了这种风潮：
有多少种不同的字体，就有多少种不同的蠢材。我则需要为设计了其中五种不同的无衬线字体承担责任——它们一款比一款粗，因为每一款都想压过前一款的风头。

### 替换字形

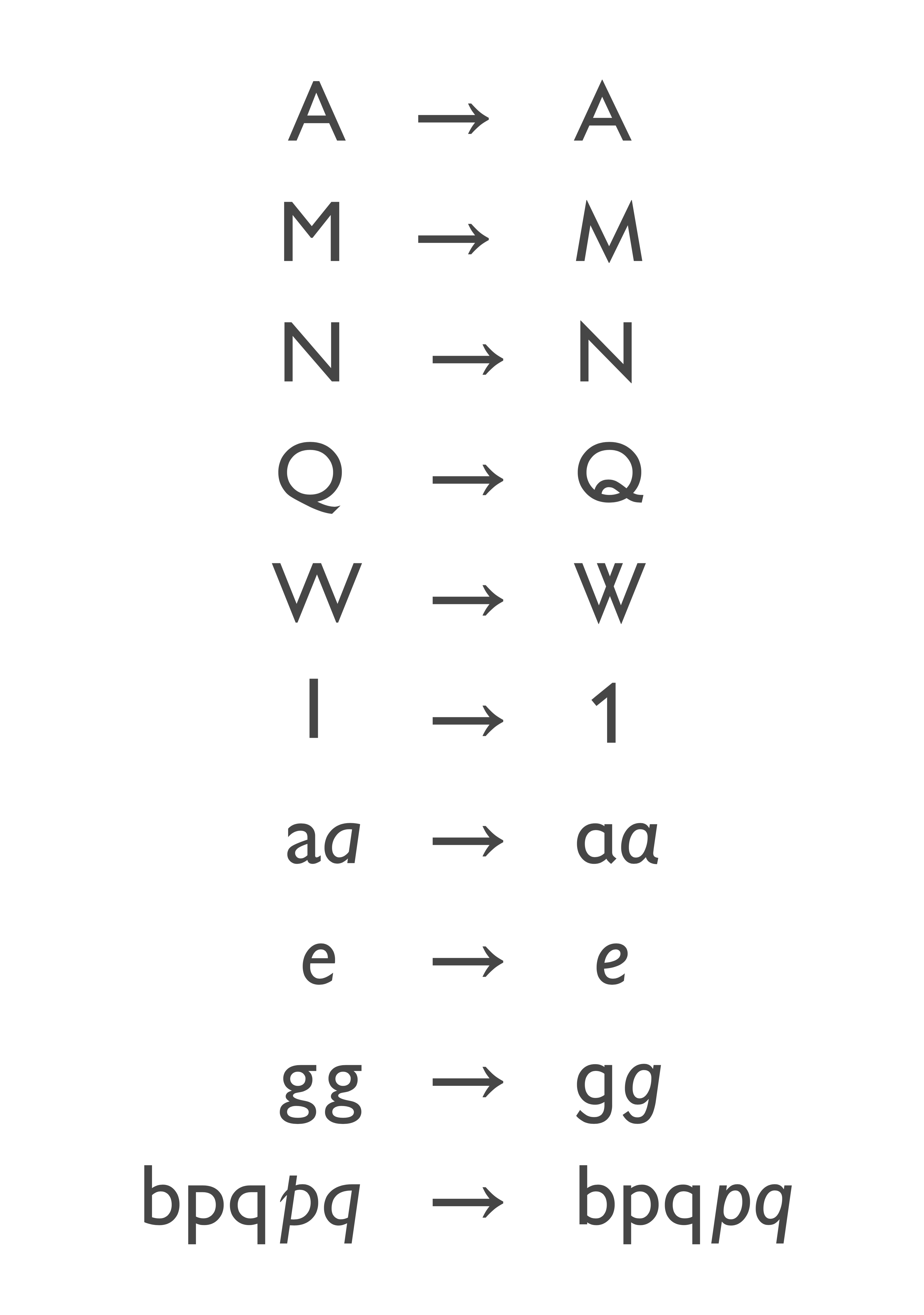
Gill Sans Nova中的替换字形，设计源自铅字版本。

蒙纳公司为Gill Sans开发出了一系列替换字形，以适应不同国家的排版和印刷风格。其中，“N”、“M”、“R”、“a”、“g”、“t”等字母的替换字形设计灵感源自Futura，中央两条笔画相交的“W”受法国文艺复兴风格影响，“R”宽度较窄，“Q”的尾巴向上卷起，除意大利斜体以外还额外提供了伪斜体，并新增了意大利体的“e”。此外，由于Gill Sans的标准设计中数字“1”、大写字母“I”、小写字母“l”都是简单的竖线，因此蒙纳还提供了带衬线的数字“1”供数字较多的场合使用，避免混淆。早期版本还有一些废弃的字形，如拥有类似“9”的曲线的“7”、上身向前探出的“5”以及小写字母字高的“0”。
吉尔参与了这些替换字形的设计工作，蒙纳公司的档案库记录了他对这些几何化字形的想法。Gill Sans并不是唯一一个发生变化的字体，随着Futura逐渐流行，雅各布·埃尔巴和威廉·阿迪逊·德威金斯设计的Metro也进行了设计调整，历史学家保罗·肖称其进行了“Futura切除术”。吉尔去世后，蒙纳为Gill Sans设计了希腊字母及西里尔字母。此外，蒙纳还添加了一些金属活字中没有的特点，如不齐线数字及小型大写字母。

### 字型系列及样式

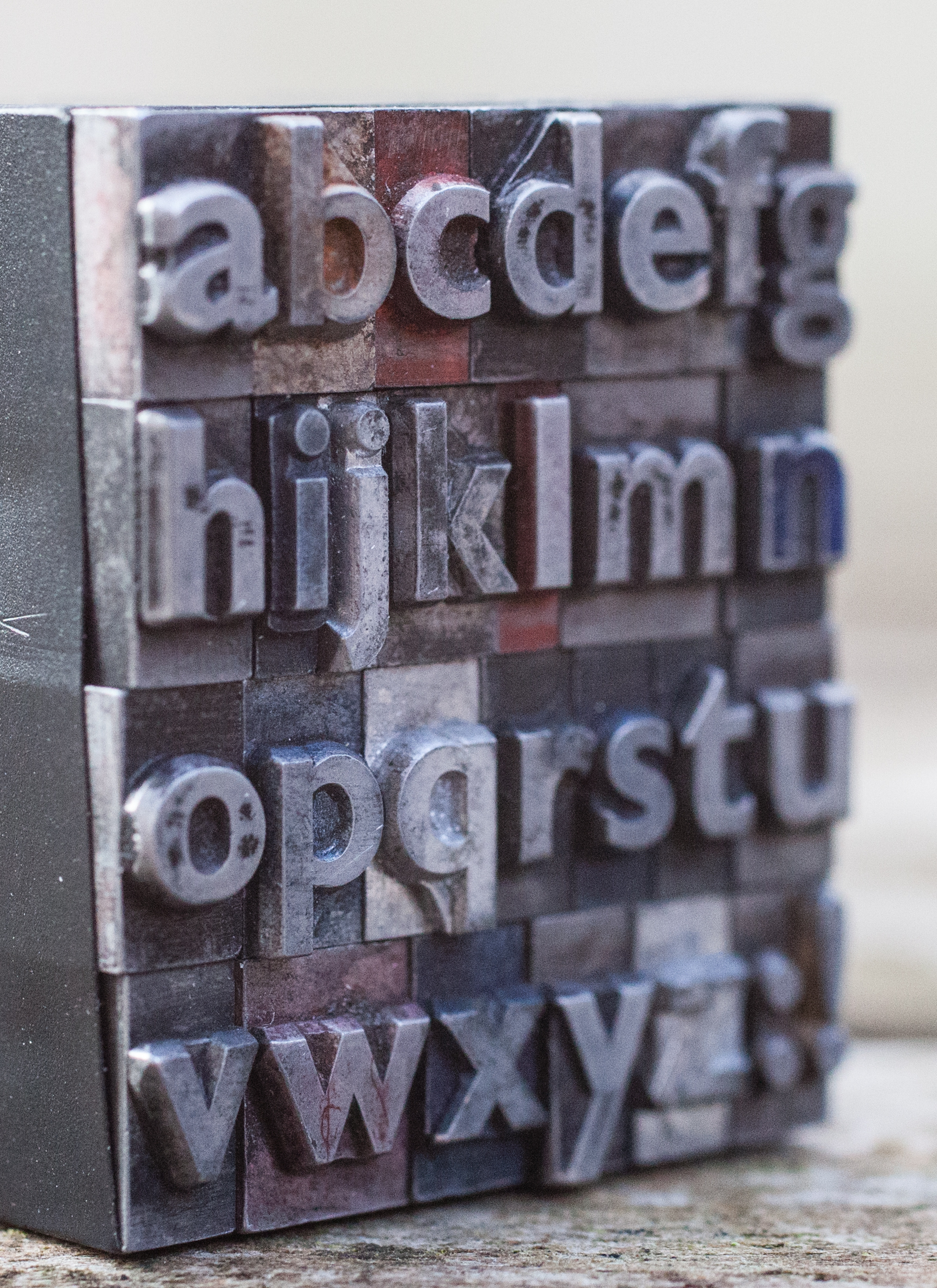
Gill Sans Bold的金属活字，图像为镜像。

经丹·拉迪冈等人的整理，金属活字时代共发布了以下样式的Gill Sans：
- Gill Sans Titling（1928年，231系列，仅包含大写字母）
- Gill Sans（1930年，262系列，有时也称作Gill Sans Medium）
- Gill Sans Bold（1930年，275系列）
- Gill Sans Shadow Line（1931年，290系列，数字化为Gill Sans Nova Deco Regular）
- Gill Sans Shadow Titling（1931年，304系列，数字化为Gill Sans Shadowed及Gill Sans Nova Shadowed Outline，仅包含大写字母[91]）[p]
- Gill Sans Bold Titling（1931年，317系列，仅包含大写字母）
- Gill Sans Extra Bold（1931年，321系列）
- Gill Sans Light（1931年，362系列，有时也称作Gill Sans Extra Light[93]）
- Gill Sans Shadow（1932年，338系列，字重最重的阴影体）[q]
- Gill Sans Bold Condensed（1932年，343系列）
- Gill Sans 5pt（1932年，349系列，有时也称作Gill Sans No. 2[95]）
- Gill Sans Bold 5pt（1932年，350系列，有时也称作Gill Sans Bold No. 2[95]）
- Gill Sans Poster（1932年，353系列）
- Gill Sans Bold Condensed Titling（1933年，373系列，仅包含大写字母）
- Gill Sans Cameo（1934年，233系列）
- Gill Sans Cameo Ruled（1935年，299系列）
- Gill Sans Shadow No. 1（1936年，406系列，字重最轻的阴影体，数字化为Gill Sans Light Shadowed及Gill Sans Nova Shadowed Light[96]）
- Gill Sans Shadow No. 2（1936年，408系列，字重略粗的阴影体[96]）
- Gill Sans Ultra Bold（1936年，442系列）
- Gill Sans Bold Extra Condensed（1937年，468系列）
- Gill Sans Condensed（1937年，485系列，有时也称作Gill Sans Medium Condensed[19]）
- Gill Sans Bold No. 3（1937年，575系列）
- Gill Sans Bold Condensed Titling（1939年，525系列，仅包含大写字母）
- Gill Sans Extra Bold Titling（1939年，526系列，仅包含大写字母）
- Gill Sans Light 5pt（1958年，662系列，有时也称作Gill Sans Light No. 2[95]）

#### 照相排版
蒙纳公司在照相排版时代也曾提供照排版Gill Sans。1961年发布的字型有362系列细体、262系列常规体、275系列粗体、321系列特粗体以及343系列窄体，皆包含于底片系列“A”（6~7点）及系列“B”（8~22及24点）中。

## 数字化发行

1949年企鹅出版集团平装书所印的Gill Sans与数字化版本的中粗Gill Sans对比，可以看出字重与字距有轻微变化。

Gill Sans的数字化发行分为几个主要阶段：2005年以前发行的版本、2005年发行的Gill Sans Pro以及2015年加入了许多替代字形的Gill Sans Nova。大多数操作系统搭载2005年以前发行的版本，Windows 10则搭载了部分Gill Sans Nova。许多常用字重的字符在设计上同过去相似，但还是存在一些变化：例如2005年版的书籍字重中，字母“i”、“j”的点是圆形，而2015年版则是正方形；此外，2015年版还简化了某些合字。数字化版Gill Sans拥有一些铅字时代没有的字符，例如不齐线数字及小型大写字母。
与其他铅字字体复刻项目一样，Gill Sans的数字版复刻也做出了一些设计上的折衷，例如过去在字号较小的情况下需要通过设计抵消墨水渗出的现象，数字版则不需要这种设计。因此，数字版Gill Sans与铅字版并不完全相同。Gill Sans还因其缺少视觉字号且字距过窄而受到批评。金属活字时代，不同的字号拥有不同设计是十分正常的，较小的字号字距通常较宽，还会进行其一些微调；Gill Sans的金属活字版本的每一种字号都拥有不同的设计和字距，其它无衬线字型家族，如Futura和Akzidenz-Grotesk也是如此，但其数字版本在所有字号下都是同一种设计。照排时代，蒙纳公司仍提供二至三款字号，但其细微的差别都在数字化过程中丢失了。为了弥补这项损失，设计师需要在变化字重时手动调节字距，譬如在使用较小字号时增加字距或字重。
前国际文字设计协会主席约翰·贝里（John Berry）认为，数字版Gill Sans“在常规字重或尤其是轻字重下，拉宽字距后看起来好多了”。然而，沃尔特·崔西于1986年写道，他更喜欢数字版的字距：“金属活字版本……字距设计得让我觉得，像是一款衬线字体”。

### Gill Sans Nova
截至2019年，蒙纳公司最新版Gill Sans的数字化复刻版本为Gill Sans Nova，由乔治·瑞安（George Ryan）设计。Gill Sans Nova添加了许多变体，包括反阴影体、替换字形以及为《红秀GRAZIA》杂志设计的极细字重。该字体与Gill Sans MT（MT代表Monotype）并不相同，常规字重命名为“Medium”，默认使用带弯钩的数字“1”，此外还添加了吉尔曾考虑过但未实际应用的花笔意大利斜体。正如1958年吉尔发布衬线字体Joanna时一样，Gill Sans Nova发布时蒙纳在伦敦举行了一场埃里克·吉尔的作品展。
这一字型家族包含43套字型，其中有33套正文字型，共9种字重、3种宽度；6套反阴影体字型，共5种字重、2种宽度；2套阴影体字型，共2种字重、1中宽度；一种外轮廓阴影体字型；1套装饰字型。字符集囊括W1G。基础套装包含常规、细、粗字重，Windows 10的“泛欧洲补充字体”下载包中附有该套装。

## 实际应用

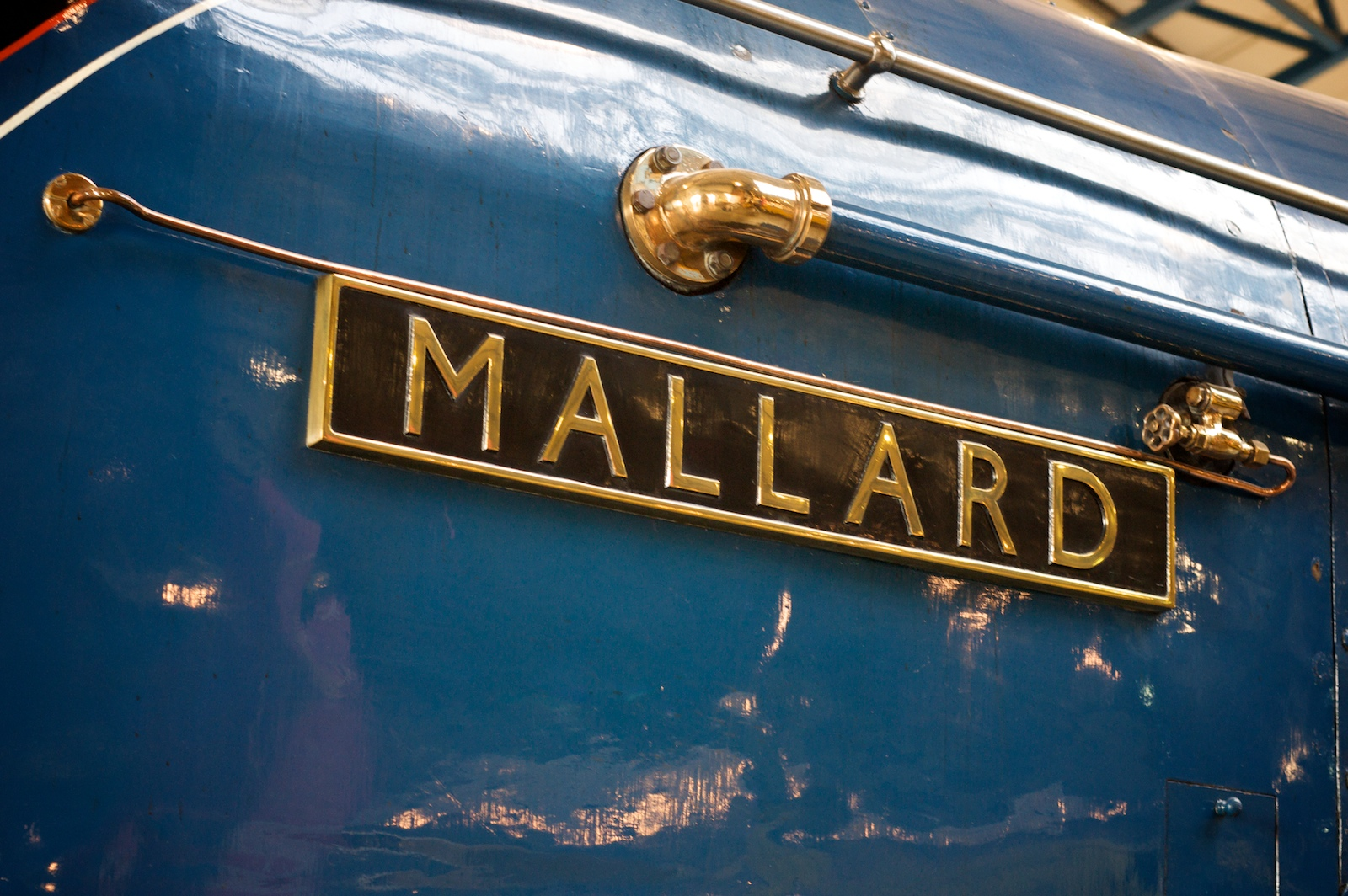
伦敦及东北铁路列车野鸭号名牌上的Gill Sans。埃里克·吉尔自幼就迷上了铁路，伦敦及东北铁路选择使用他的字体作为标准字体，他感到非常骄傲。

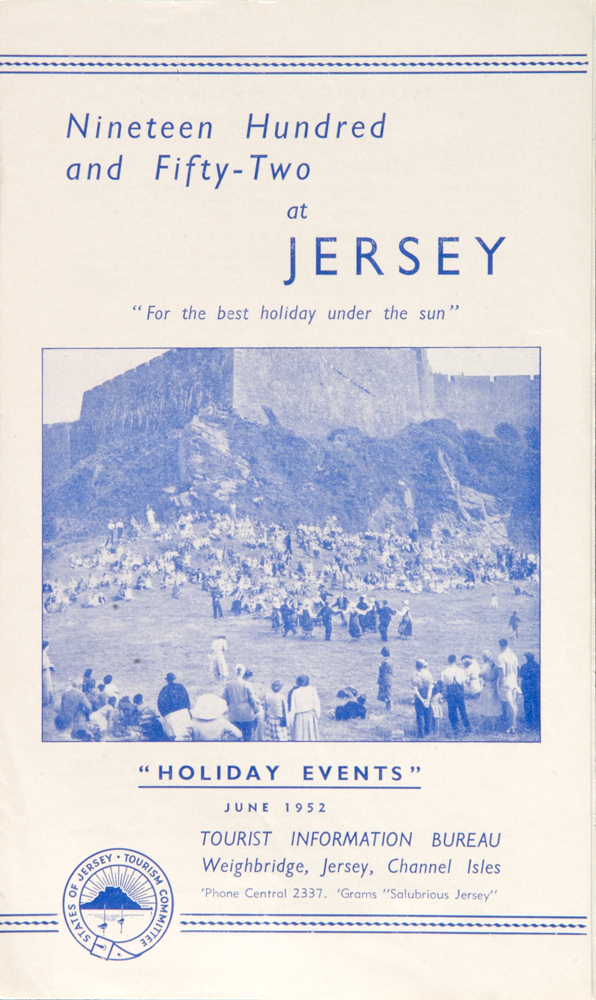
1952年，一本关于泽西节庆活动的小册子，这种设计风格是当时的典型。

1928年，Gill Sans第一次亮相便在英国声名鹊起，次年被伦敦及东北铁路公司选为标准字体，很快出现在企业形象的方方面面，从金属列车名牌、手写站牌到餐车菜单、时刻表、海报上都有它的踪迹。为了宣传这次品牌形象重塑，伦敦及东北铁路邀请自幼喜爱铁路的吉尔登上飞翔的苏格兰人号列车，在司机平台进行了一趟旅途；他以Gill Sans风格为其绘制了一幅招牌，现存放于圣布里奇图书馆。
1949年，铁路主管部门敲定所有站点标识使用Gill Sans作为标准字体，背景色则为地方代表色。许多铁路印刷品也使用了Gill Sans，大多为纯大写字母。主管部门还开发了特殊变体用于标志，方便工匠手工绘制。此外，自1935年起，企鹅出版集团开始使用其标志性的书籍封面，字体便选择了Gill Sans；英国官方地图制作部门英国地形测量局也使用了该字体。由于Johnston不能很好地进行正文排版，伦敦交通在文档中同样采用Gill Sans。印刷历史学家保罗·肖认为Gill Sans是20世纪30年代到50年代“现代主义经典风格”的关键元素，其宣扬简洁的设计，常常用于全大写居中的标题字上。
20世纪50年代至60年代，Gill Sans依然受到欢迎，但在欧洲大陆和美国设计风格的影响下，哥特无衬线体和新哥特无衬线体逐渐流行起来。这一时期流行的字体包括早期的哥特无衬线体，以及具有相同风格但更新式、更优雅的字体，如Helvetica和Univers。莫斯利曾评论道，Monotype Grotesque的旧式设计于1960年“意外地复活了”，“（它）比Univers更形象地代表了60年代早期字体排印的改革风向”。2007年，他补充道：“对于那些反对传统、厌倦Gill Sans的设计师来说，它笨拙的设计是最主要的吸引力之一”。1965年，平面设计师乔克·金尼尔和玛格丽特·凯尔弗特对英国铁路的品牌重塑项目体现了这一风向，他们在印刷品中引入了Helvetica和Univers，摒弃了Gill Sans常用的全大写经典标识设计。金尼尔和凯尔弗特的道路标识再设计项目也采用了类似的方法。1955年，莱诺公司及其设计师赫尔曼·察普夫开始开发一款Gill Sans的竞品，最初考虑重绘部分字型令其更像哥特无衬线体，但该项目于1962年至1963年废止。
照相排版技术的出现大大降低了使用字体的成本，Gill Sans在英国的统治地位进一步发生动摇。拉图雷塞公司的干式转移技术就能用于小型项目，他们的无衬线字体Compacta以及史蒂芬森·布莱克公司的Impact都代表了这一时期的设计潮流，这些字体稠密、拥有工业风格设计。莫斯利成长于20世纪30年代至50年代，他写道：
蒙纳公司的经典字体在排版业风光一时……至少在英国是如此，它们无处不在，虽然它们的质量确实无可挑剔，但人们仍可能会感到厌烦，开始想要反对这些字体所代表的优良却乏味的品位。实际上在20世纪60年代，我们就已经知道，它们烦不了我们太久了。金属活字的死亡……似乎终于来临。
尽管Gill Sans在英国极度流行，但它并没有获得金属活字时代美国印刷业的青睐，美国人更愿意使用哥特式设计的Franklin Gothic、几何式设计的Futura以及蒙纳公司另一款字体Twentieth Century。因此，Gill Sans反而在金属活字时代结束、照相排版时代和数字时代来临后，才获得了国际影响力，麦金塔电脑和Microsoft Office办公套件皆搭载了这款字体。在美国，一个比较出名的实际使用案例是1930年吉尔为杂志《诗歌》设计的商标。杂志编辑哈丽特·门罗曾在伦敦见过吉尔的作品。

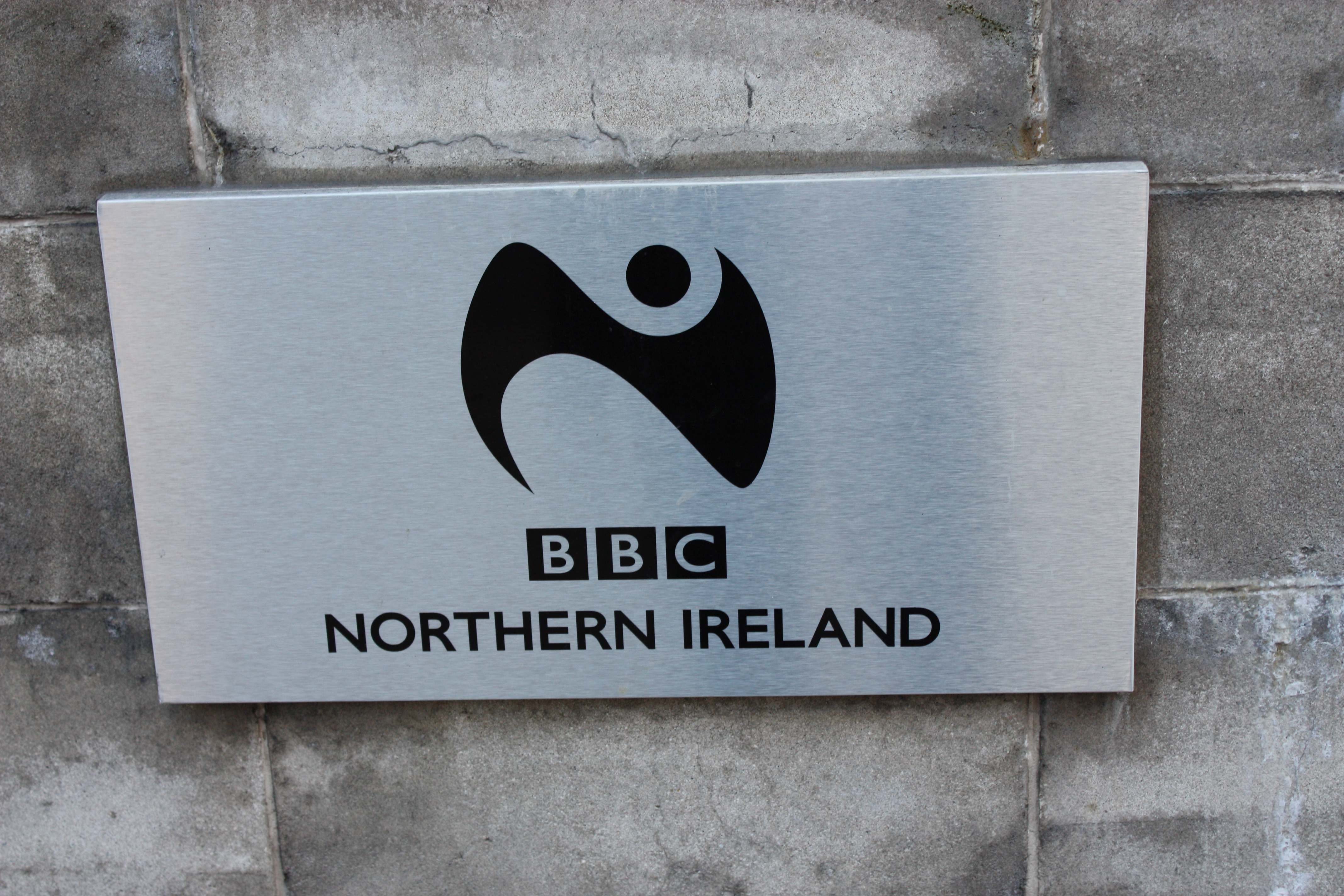
英国广播公司的商标，位于贝尔法斯特英国广播公司广播大楼。

1997年，英国广播公司将Gill Sans定为企业字体，并将商标更换为了该字体。设计师马丁·兰比-奈恩解释道：“我们选择了一款经得起时间考验的字体，因为时髦的道路上充满了陷阱，（新式字体）也许几年之后就看起来过时了”。20世纪30年代，吉尔曾与英国广播公司合作，创作了广播大楼内的一些雕像。此外，使用Gill Sans的还有铁路轨道公司（及其继任者英国铁路网公司）、百货商店公司约翰路易斯；英格兰教会自2000年起发表的系列书籍《公共崇拜》也采用了该字体。英国摇滚乐队Bloc Party同样在标志中使用了Gill Sans。英国以外的地区，著名的案例有意大利时装品牌班尼顿（使用了定制版本）、美国服装公司汤美费格以及萨博汽车。2006年以前，AT&T的商标使用的是Gill Sans，但经市场调查发现，这款字体让人感觉这间公司很“僵化”，因此更改为另一款人文主义无衬线字体Clearview。信息设计学家爱德华·塔夫特在其个人网站及部分出版的书籍中使用了Gill Sans。三菱电机的电梯按钮过去使用Helvetica，但许多新款已经转用Gill Sans的一款变体，部分数字采用了易认性更佳的设计。

## 类似字体

### 早期竞品

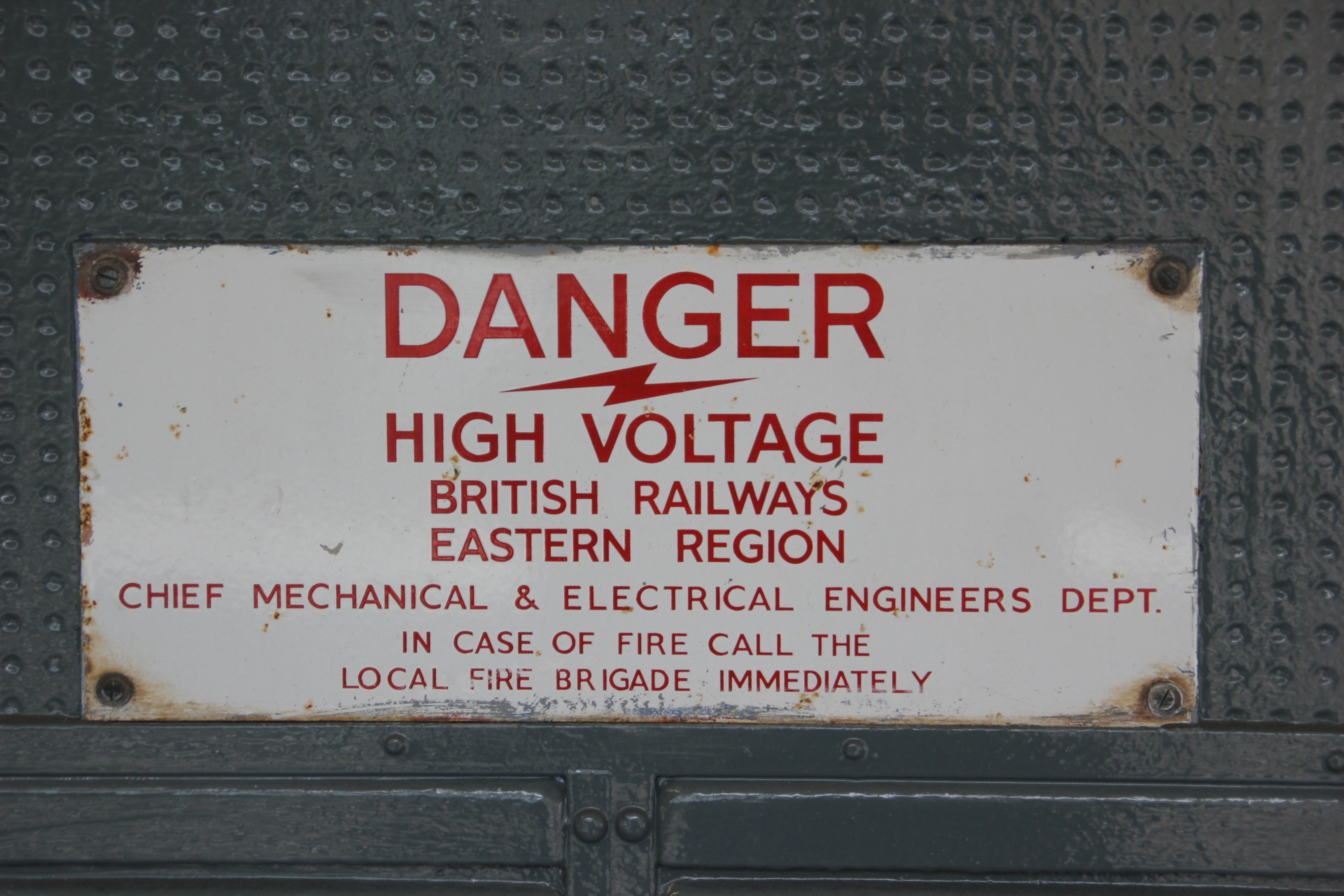
英国东部铁路指示牌上的字母。其使用了Gill Sans，但“R”等部分字母采用了不同设计。

Gill Sans发布后，谢菲尔德的铸字工坊史蒂芬森·布莱克公司迅速推出了一款商业竞品，名为Granby，其受到了Gill Sans、Johnston和Futura的影响。Granby是一套庞大的字型家族，包含窄体和反阴影体，拥有和Johnston类似菱形点设计。此外，还受Gill Kayo影响，包含了一款“Granby Elephant”字重。
另一款相似但更特异的字体由约翰斯顿的学生哈罗德·柯文（Harold Curwen）设计，由他的家族企业柯文出版社发行，名为“Curwen Sans”或“Curwen Modern”。这款字体也与Johnston有许多相似之处，偶尔使用在柯文出版社为伦敦交通局制作的印刷品中。柯文表示，他在20世纪00年代跟随约翰斯顿学习时诞生了该字体的想法，但直到1928年、Gill Sans发行时才刻为铅字，其小写字母与Kabel相似。2018年，K-Type对这款字体进行了数字化。
Gill Sans流行期间有许多想要与其竞争的产品在进行开发，但最终都没有大量发行。德国字体设计师、书籍装帧师扬·奇肖尔德为早期的照相排版机器设计了一款类似的字体，在当时使用得较少，他随后在为企鹅出版集团设计书籍时则大量使用了Gill Sans。20世纪30年代，莫里斯的朋友、荷兰字体设计师扬·范·克林彭计划设计一套庞大的字型家族Romulus，带有衬线体及人文主义无衬线体，无衬线体x字高较低；但这款字体经测试后就没有了进展。1955年，莱诺公司开始设计一款Gill Sans的竞品，计划命名为“Magnus”。该字体由德国字体设计师赫尔曼·察普夫设计，英国莱诺公司经理沃尔特·崔西提供指导。1963年，Magnus已经进行测试，但由于缺乏生产能力、品味潮流发生变化，设计工作最终停止。

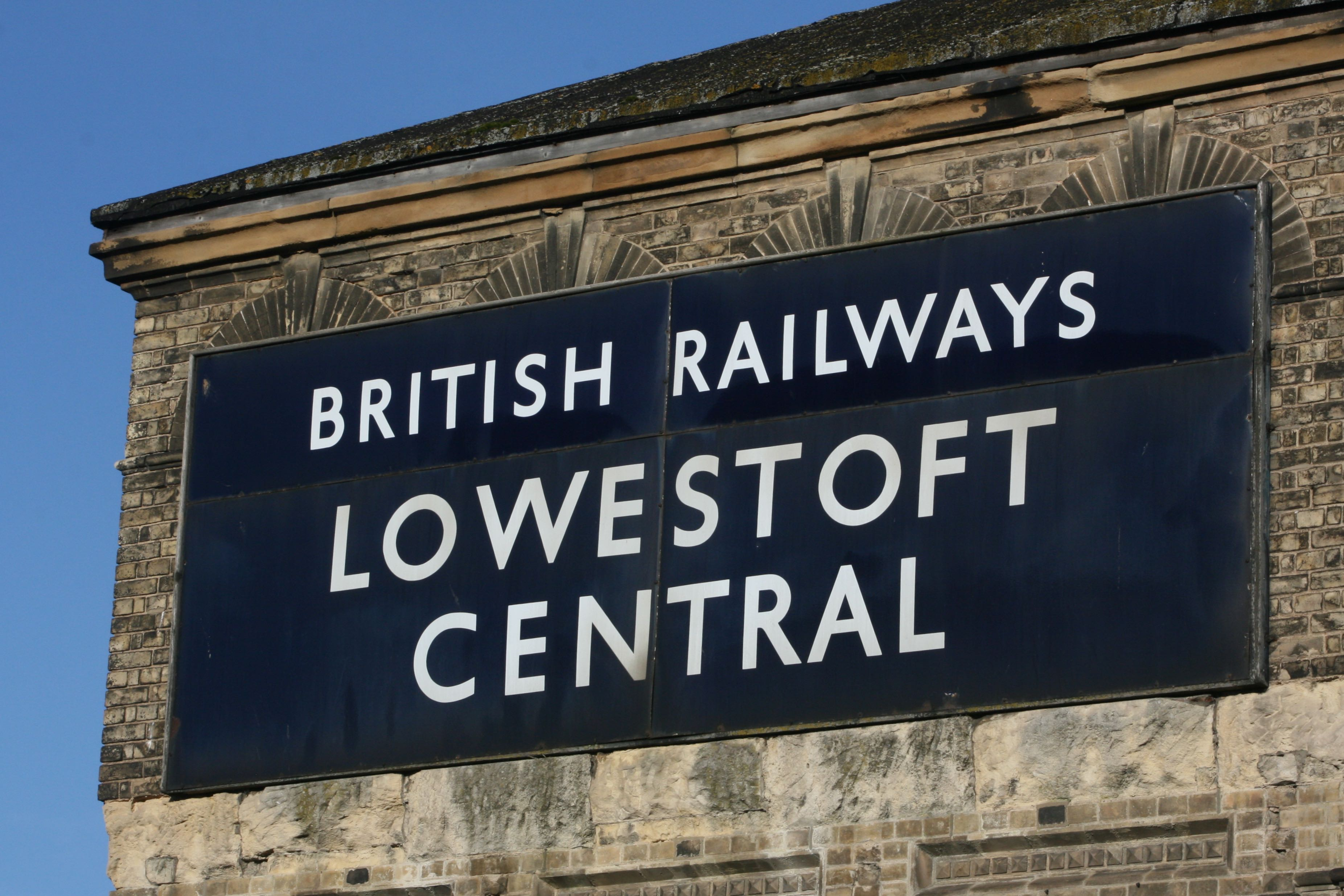
洛斯托夫特中央车站的瓷砖站牌，采用英国铁路标准字型。字母“R”右侧斜划为直笔，标准Gill Sans则为曲笔。

除了类似的字体以外，在Gill Sans占据统治地位的时期，英国许多手写的招牌、告示牌都采用与Gill Sans类似的字形，如二战宣传海报《保持冷静，继续前进》。战争期间，英国皇家空军战斗机司令部采用了一套类似的字体。2005年，字体设计师马修·卡特回忆道，他的母亲在伦敦大轰炸期间基于Gill Sans刻了一套油毡字母，让他玩耍。另一项比较鲜为人知的项目是NEN 3225标准字体，是由荷兰标准机构制定的一套公共用途的字体，其包含与Gill Sans相似的无衬线字体和扬·范·克林彭设计的衬线字体。项目始于1944年，但一直到1963年才发表，最终没有得到广泛使用。

### 晚期及数字化竞品
20世纪60年代至70年代，Helvetica和Univers变得极度流行，但在20世纪80年代至90年代，人们再次开始大量关注Gill Sans所代表的人文主义无衬线字体。
受吉尔影响的现代无衬线字体设计通常包含适用于正文的字母比例和间距，拥有更多更统一的字重，更多非寻常或手写风格的字形，这些在数字化时代能通过多母版及插值变换等技术较轻松地实现。杰里米·坦卡德设计的Bliss以及沃尔克·库斯特（Volker Küster）设计的Today Sans都是Gill Sans的现代变体；坦卡德表示，他的目标是创造“自Gill Sans以来第一款拥有英国风格的商业字体”。Rowton Sans也受到了吉尔的启发，但其意大利体近乎直立，与吉尔的衬线字体Joanna类似。亚瑟·万森（Arthur Vanson）的Chesham Sans关系则较疏远，其灵感源自英国传统招牌无衬线体，与吉尔的作品有许多相似之处。Bitstream的Humanist 521是一款Gill Sans的非官方数字化版本，1997年，其俄罗斯代理商ParaType新增了一款西里尔字母版本。SoftMaker和Fontsite等公司都曾推出Gill Sans的数字化版本，拥有“Chantilly”、“Gibson”等名字。
汉斯·爱德华·梅尔设计的Syntax与Gill Sans有些微相像。这款字体发行于1968年，获得了扬·奇肖尔德的赞誉，其是一款更加有活力、受手写风格影响的无衬线字体。它的斜体则是伪斜体。Hypatia Sans由托马斯·菲尼（Thomas Phinney）设计、Adobe公司发行，是更个性化的人文主义无衬线字体。此外，许多其他字体都在某种程度上受到Gill Sans的影响。

### 超级字型家族
超级字型家族是人文主义无衬线字体的延申，包含人文主义无衬线体和相搭配的设计类似的衬线体。马丁·马约尔设计的FF Scala Sans受到吉尔的作品影响，是其中一个著名的例子。此外还有基于Baskerville的超级字型家族，如迈克尔·吉尔斯（Michael Gills）为拉图雷塞公司设计的Charlotte Sans和Charlotte Serif，祖扎纳·理科的Mr and Mrs Eaves；或是基于Caslon的Dover Sans和Dover serif。2015年，蒙纳公司自行推出了Joanna Sans，是一款为屏幕显示优化的无衬线字体，意在继承吉尔的衬线体Joanna的风格。

### 著作权
字体设计在许多国家是不具有知识产权的，也有如英国等国家，设计的著作权在作者去世后70年过期。吉尔于1940年去世，当时金属活字家族已经基本完成。因此，设计Gill Sans的数字化版本是合法的（不适用于后期蒙纳公司设计的版本，如书籍字重及欧元符号）。然而，“Gill Sans”仍然是蒙纳公司的商标，因此不能在非官方的衍生版本中使用这一名称。

样章
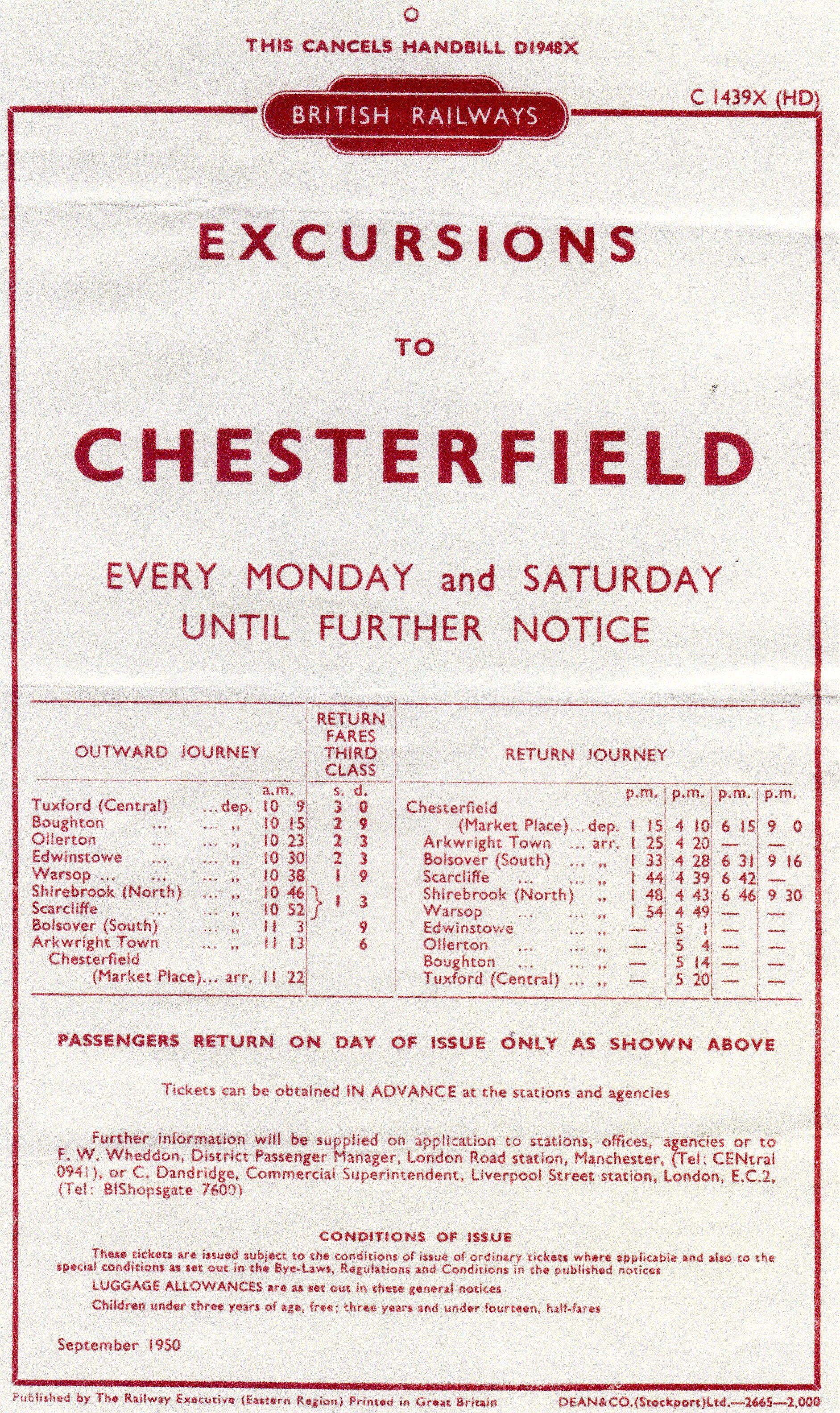
1950年后，一张使用Gill Sans的铁路时刻表。
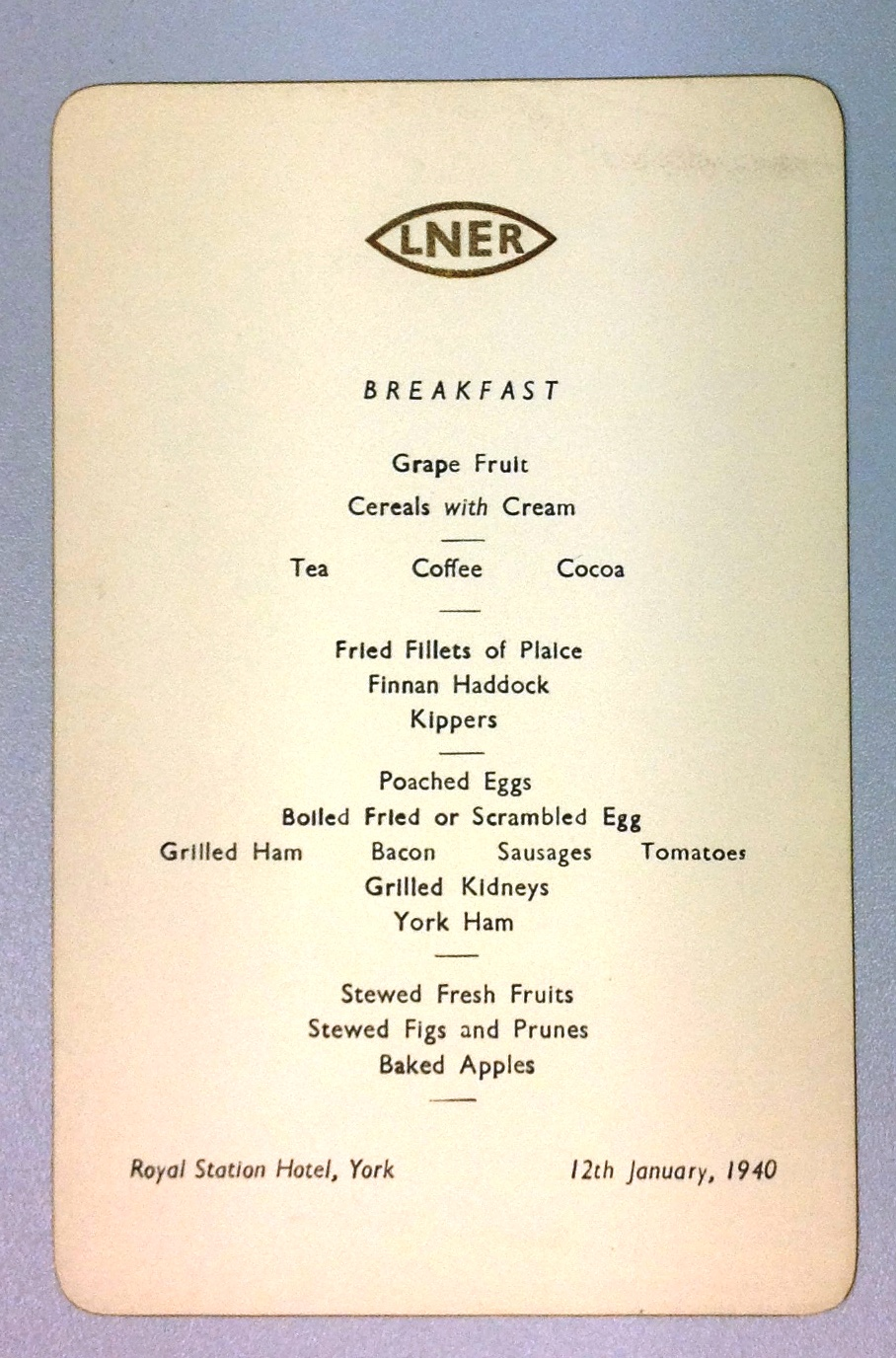
1940年，约克皇家车站酒店（英语：The Principal York）的菜单，酒店隶属于伦敦及东北铁路公司。
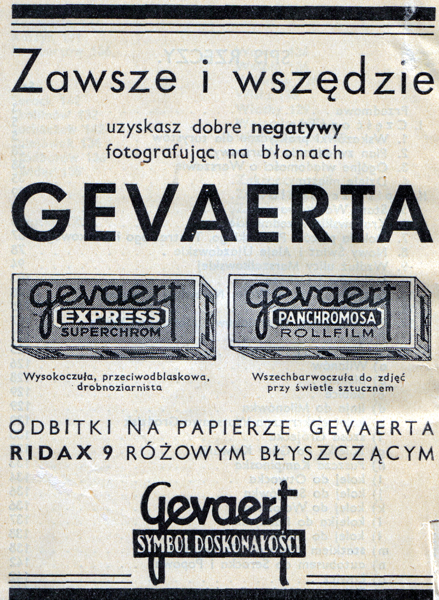
战时波兰一份吉华集团的广告，使用了Gill Sans的“欧陆”变体，更像Futura。
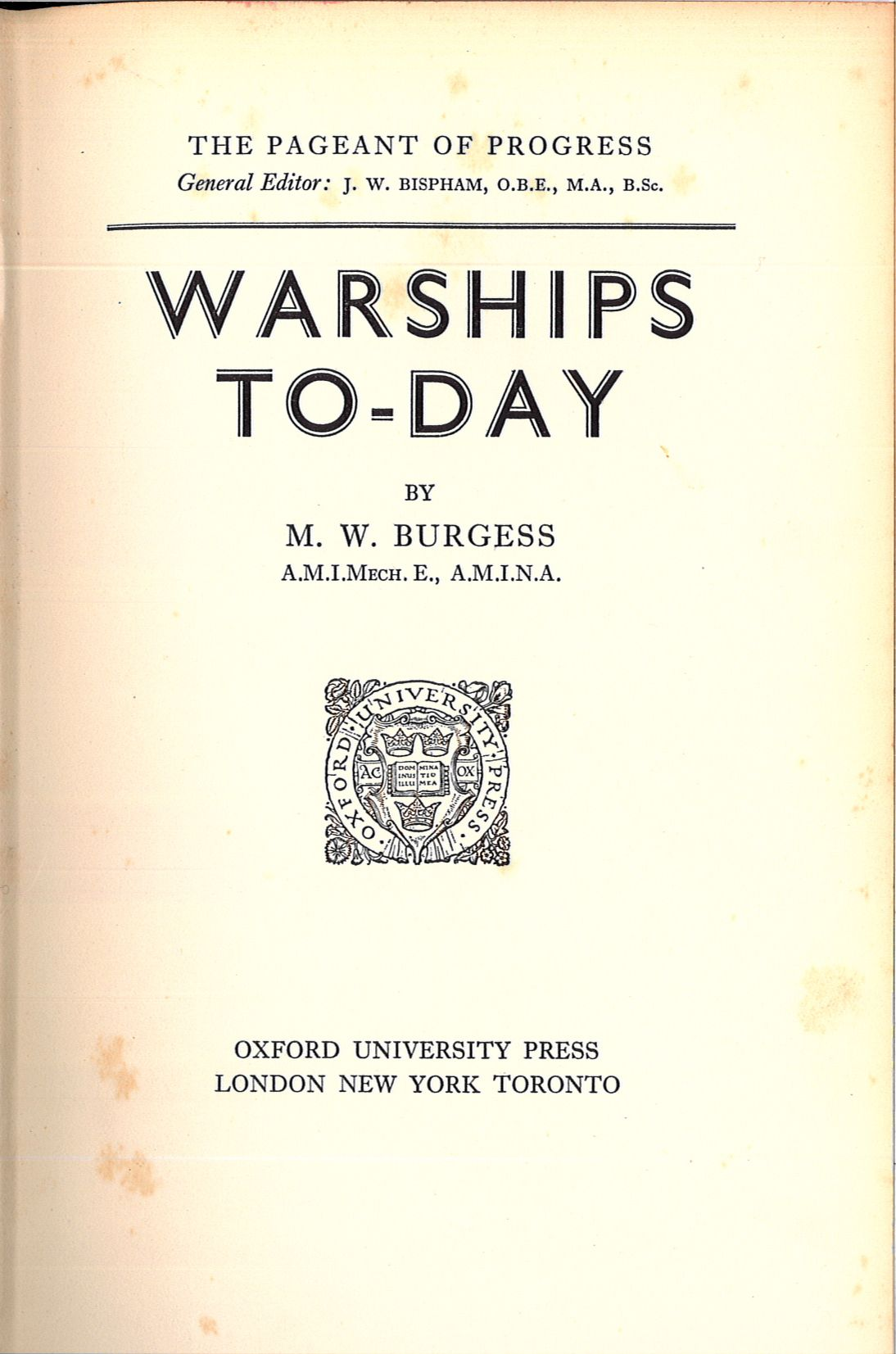
1936年的书籍，封面使用Gill Sans Shadow Line，直到2015年才出现在数字化版本中。
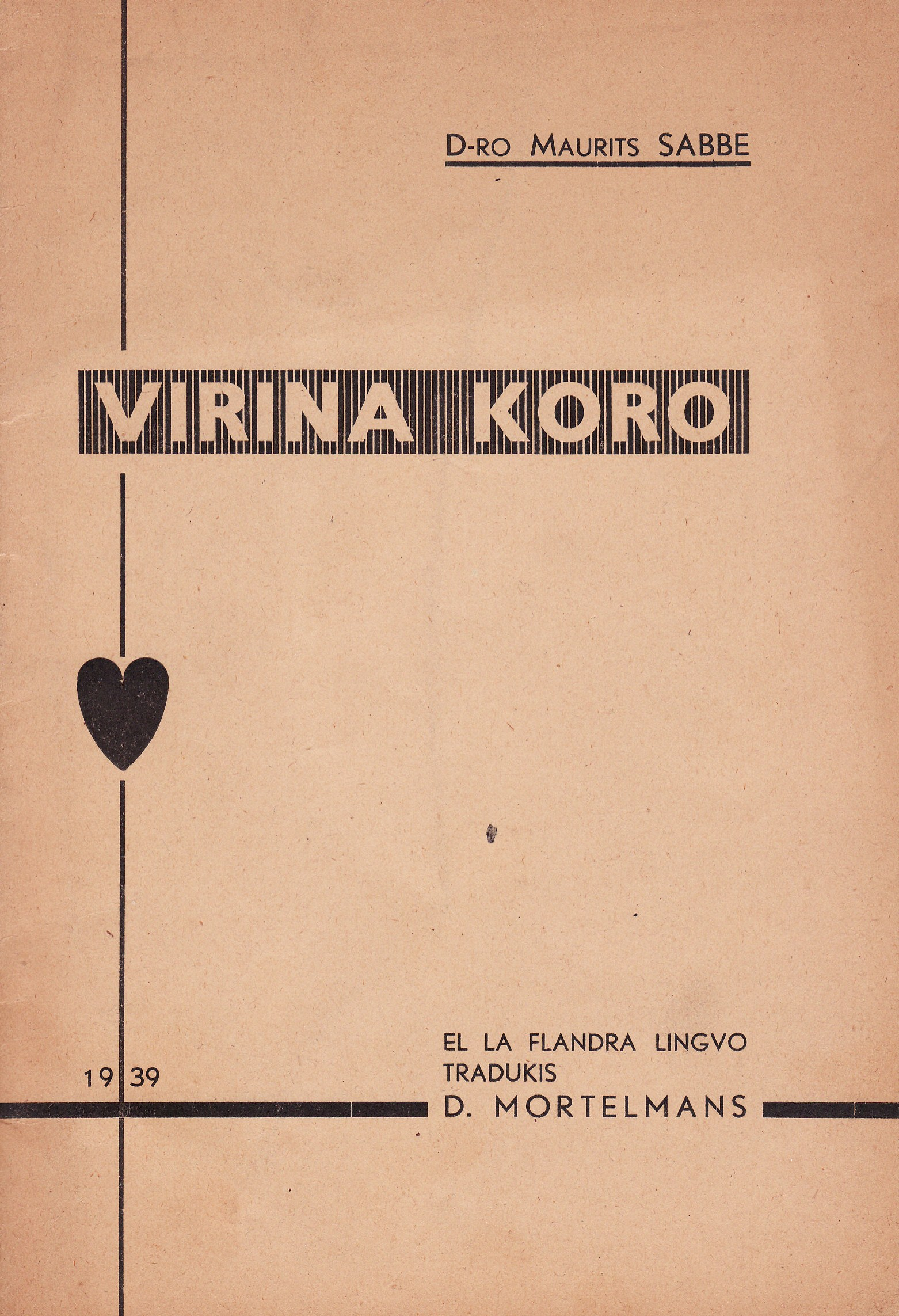
1939年的书籍，封面使用Gill Sans Cameo Ruled，仍未被官方数字化。